# NHL Entry Draft 2000
Der NHL Entry Draft 2000 fand am 24. und 25. Juni 2000 im Pengrowth Saddledome in Calgary in der kanadischen Provinz Alberta statt. Bei der 38. Auflage des NHL Entry Draft wählten die Teams der National Hockey League (NHL) in neun Runden insgesamt 293 Spieler aus. Als First Overall Draft Pick wurde der US-amerikanische Torhüter Rick DiPietro von den New York Islanders ausgewählt. Erst zum zweiten Mal nach Michel Plasse im Jahre 1968 wurde somit ein Torwart mit dem ersten Wahlrecht berücksichtigt. Auf den Positionen zwei und drei folgten Dany Heatley für die Atlanta Thrashers und Marián Gáborík für die Minnesota Wild.
Wie der Draft des Vorjahres 1999 gilt auch dieser Jahrgang 2000 als einer der schwächeren der Ligageschichte. Ebenso setzte sich der Trend der letzten Jahre fort, vermehrt europäische Spieler auszuwählen, so machten Akteure aus Nordamerika nur noch knapp mehr als die Hälfte der Picks aus. In der Hockey Hall of Fame wurde bisher nur Henrik Lundqvist berücksichtigt, während an weiteren namhaften Spielern unter anderem Scott Hartnell, Ron Hainsey, Brooks Orpik, Justin Williams, Niklas Kronwall, Nick Schultz, Ilja Brysgalow, Antoine Vermette, Dan Ellis, Ľubomír Višňovský, Petteri Nummelin, Roman Čechmánek und Deryk Engelland zu nennen sind. Ferner befanden sich unter den 293 Picks 23 zusätzliche Wahlrechte, die gemäß dem Collective Bargaining Agreement jene Teams erhielten, die bestimmte Spieler über die Free Agency verloren hatten oder die sich mit früheren Erstrunden-Draftpicks nicht auf einen Vertrag haben einigen können.

## Draft-Reihenfolge

### Lotterie
| Nr. | Team                  | Chance |
| 1.  | Atlanta Thrashers     | 25,0 % |
| 2.  | Columbus Blue Jackets | 14,6 % |
| 2.  | Minnesota Wild        | 14,6 % |
| 2.  | Tampa Bay Lightning   | 14,6 % |
| 5.  | New York Islanders    | 8,0 %  |
| 6.  | Nashville Predators   | 6,2 %  |
| 7.  | Boston Bruins         | 4,7 %  |

| Nr. | Team                    | Chance |
| 8.  | New York Rangers        | 3,6 %  |
| 9.  | Calgary Flames          | 2,7 %  |
| 10. | Chicago Blackhawks      | 2,1 %  |
| 11. | Vancouver Canucks       | 1,5 %  |
| 12. | Mighty Ducks of Anaheim | 1,1 %  |
| 13. | Canadiens de Montréal   | 0,8 %  |
| 14. | Carolina Hurricanes     | 0,5 %  |

Mit den Columbus Blue Jackets und den Minnesota Wild wurden zwei weitere Teams in die NHL aufgenommen, sodass die Modalitäten der Draft-Lotterie abermals leicht angepasst werden mussten. Columbus und Minnesota hatten dabei – ebenso wie die Atlanta Thrashers im Vorjahr – die gleichen Gewinnchancen wie das zweitschlechteste Team der abgelaufenen Saison 1999/00. Die Wahrscheinlichkeiten aller anderen Mannschaften, die die Playoffs verpasst hatten, wurden demzufolge leicht reduziert.
Die Lotterie gewannen die New York Islanders, die somit um vier Positionen von Rang fünf auf eins aufstiegen. Die sonstige Draft-Reihenfolge entsprach der umgedrehten Abschlusstabelle der abgelaufenen Saison, unbeeinflusst vom Erfolg in den Playoffs. Ferner fand zwischen Minnesota und Columbus ein Münzwurf statt, der bestimmte, wer in der ersten Runde zuerst wählen durfte. Diesen gewann Minnesota und entschied sich für den Entry Draft, sodass Columbus zuerst im NHL Expansion Draft 2000 wählen durfte. In den weiteren Runden wechselten die Position der beiden Teams jeweils von Runde zu Runde.

### Transfer von Erstrunden-Wahlrechten
| Pick  | Datum            | Von                         | Zu                         | Modalitäten |
| ----- | ---------------- | --------------------------- | -------------------------- | --- |
| 5     | 24. Juni 2000    | Tampa Bay Lightning         | New York Islanders         | Die Lightning sandten das Erst- sowie ein Viert- und ein Siebtrunden-Wahlrecht im Draft 2000 zu den Islanders und erhielten dafür Kevin Weekes, die Rechte an Kristián Kudroč sowie ein Zweitrunden-Wahlrecht im NHL Entry Draft 2001. |
| 8     | 26. Juni 1999    | New York Rangers            | Tampa Bay Lightning        | Die Rangers sandten Dan Cloutier, Niklas Sundström sowie das Erstrunden- und ein Drittrunden-Wahlrecht im Draft 2000 nach Tampa und erhielten im Gegenzug ein Erstrunden-Wahlrecht im NHL Entry Draft 1999. |
| 11    | 25. Juni 1999    | Vancouver Canucks           | Chicago Blackhawks         | Die Canucks sandten Bryan McCabe sowie ein Erstrunden-Wahlrecht in den Drafts 2000 oder 2001 nach Chicago, wobei die Wahl später auf den Draft 2000 fiel. Im Gegenzug erhielten die Canucks ein Erstrunden-Wahlrecht im NHL Entry Draft 1999. |
| 14    | 24. Juni 2000    | Carolina Hurricanes         | Colorado Avalanche         | Die Hurricanes sandten Nolan Pratt,das Erstrunden-Wahlrecht sowie zwei Zweitrunden-Wahlrechte im Draft 2000 nach Colorado und erhielten dafür Sandis Ozoliņš und ebenfalls ein Zweitrunden-Wahlrecht in diesem Draft. |
| 16    | 23. März 1999    | San Jose Sharks             | Canadiens de Montréal      | Die Sharks sandten ihr Erstrunden-Wahlrecht, ein Zweitrunden-Wahlrecht im Draft 2000 oder 2001 sowie ein weiteres Fünftrunden-Wahlrecht im Draft 1999 nach Montréal und erhielten dafür Vincent Damphousse. |
| 22/27 | 3. November 1999 | Colorado Avalanche (Tausch) | New Jersey Devils (Tausch) | Die Avalanche sandte Claude Lemieux sowie ein Zweitrunden-Wahlrecht für diesen Draft nach New Jersey und erhielt im Gegenzug Brian Rolston sowie ein weiteres Wahlrecht für den Draft 2001. Ferner einigte man sich darauf, dass New Jersey die Option bekommen sollte, die Erstrunden-Wahlrechte von 2000 zu tauschen, was sie in der Folge auch taten. |
| 23    | 17. Januar 1999  | Florida Panthers            | Vancouver Canucks          | Die Panthers sandten Ed Jovanovski, Dave Gagner, Mike Brown, Kevin Weekes sowie ein Erstrunden-Wahlrecht in den Drafts 1999 oder 2000 nach Vancouver, wobei die Wahl später auf den Draft 2000 fiel. Im Gegenzug wechselten Pawel Bure, Bret Hedican, Brad Ference sowie ein Drittrunden-Wahlrecht in diesem Draft nach Florida.                         |
| 27    | 6. März 2000     | Colorado Avalanche          | Boston Bruins              | Die Avalanche sandte Brian Rolston, Samuel Påhlsson, Martin Grenier sowie ein Erstrunden-Wahlrecht in den Drafts 2000 oder 2001 nach Boston, wobei die Wahl später auf den Draft 2000 fiel. Im Gegenzug wechselten Ray Bourque und Dave Andreychuk nach Colorado.                                                                                        |
| 28    | 20. August 1997  | Philadelphia Flyers         | Tampa Bay Lightning        | Die Flyers nahmen Chris Gratton mittels Offer Sheet als Restricted Free Agent von den Lightning unter Vertrag und mussten daher vier Erstrunden-Wahlrechte (1998–2001) als Kompensation abgeben. Diese vier Wahlrechte schickte Tampa jedoch direkt wieder nach Philadelphia und erhielt dafür Mikael Renberg und Karl Dykhuis.                          |

## Draft-Ergebnis

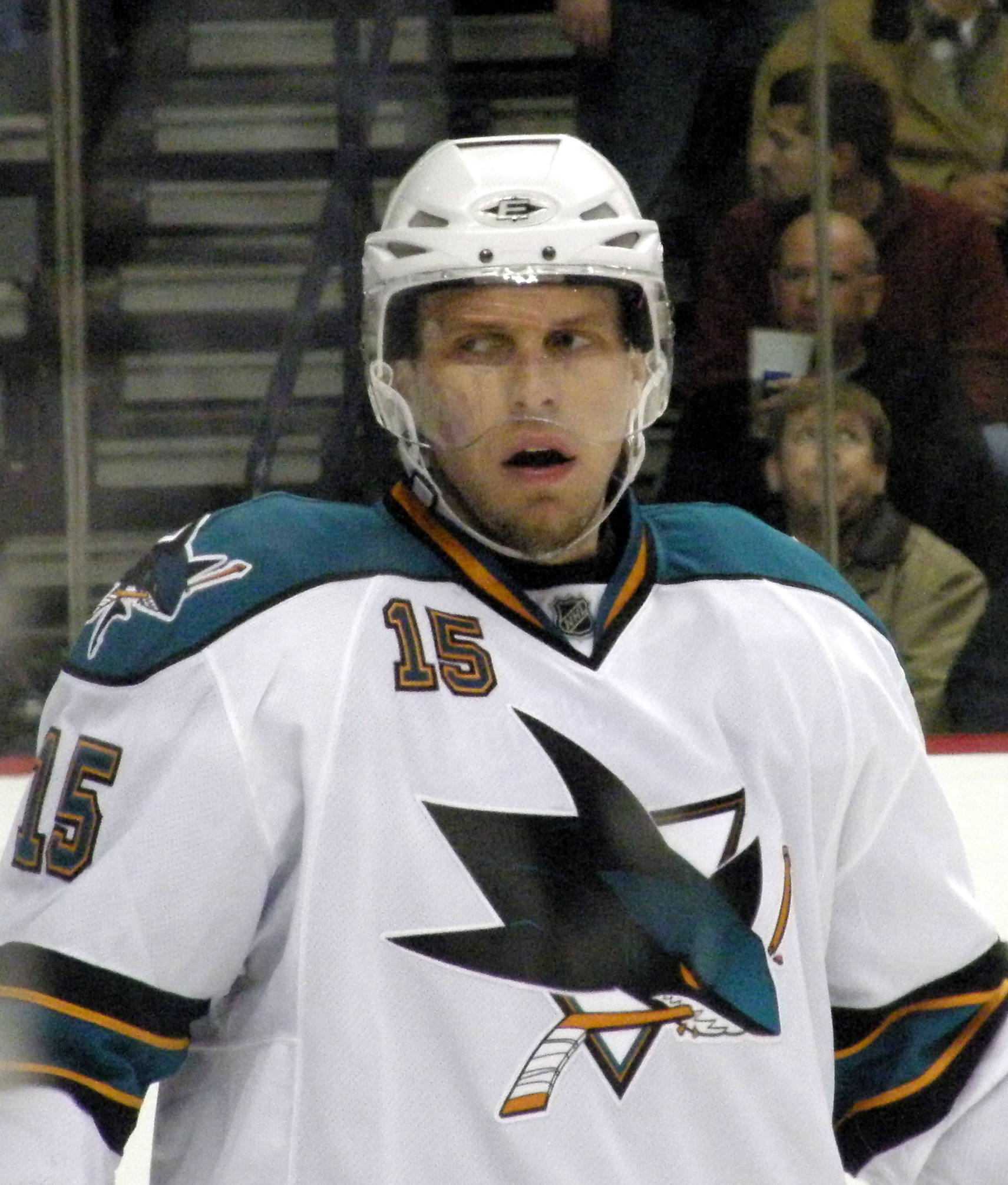
Dany Heatley, gewählt an Position 2

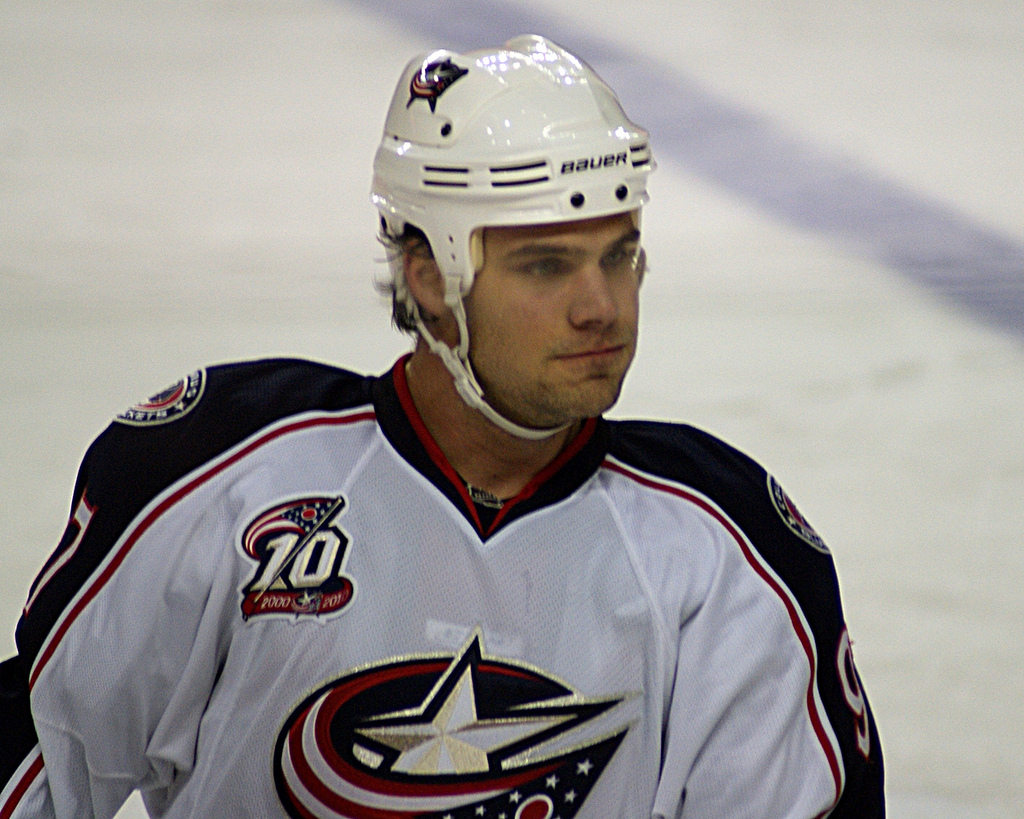
Rostislav Klesla, gewählt an Position 4

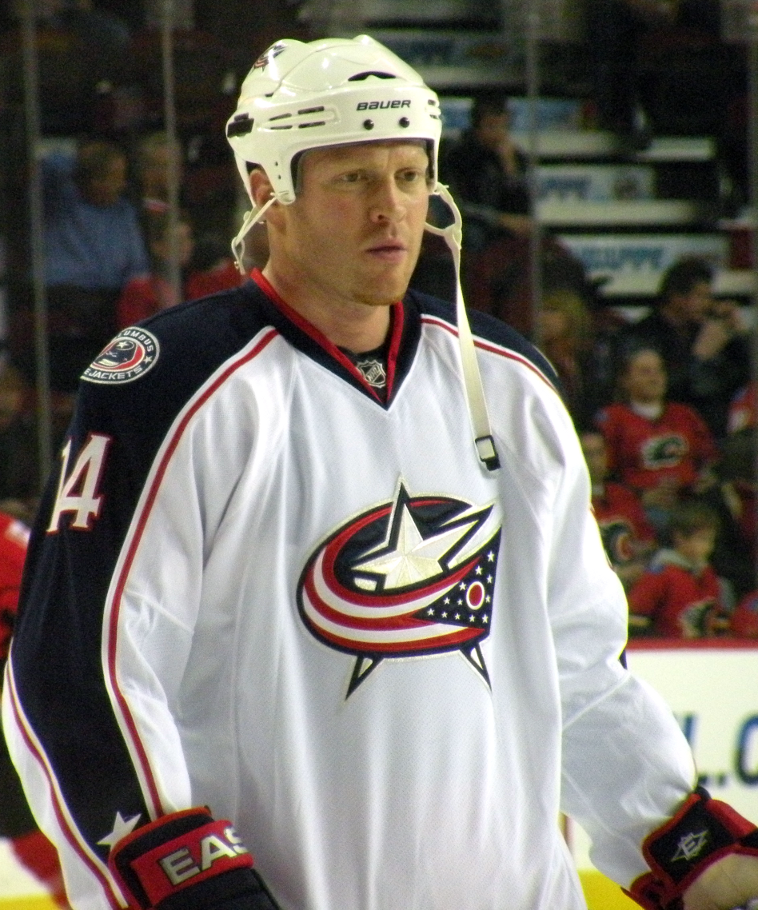
Raffi Torres, gewählt an Position 5

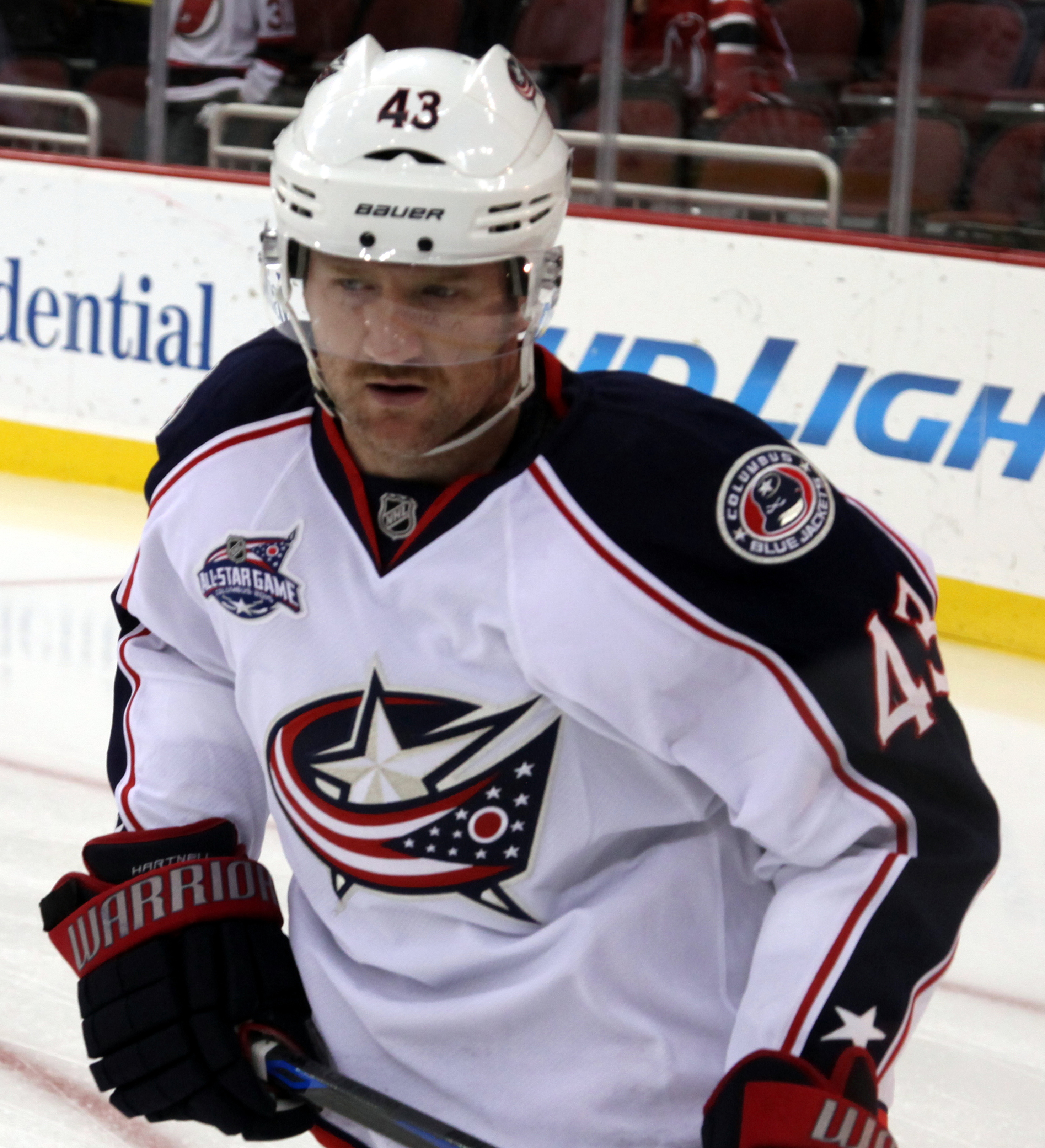
Scott Hartnell, gewählt an Position 6

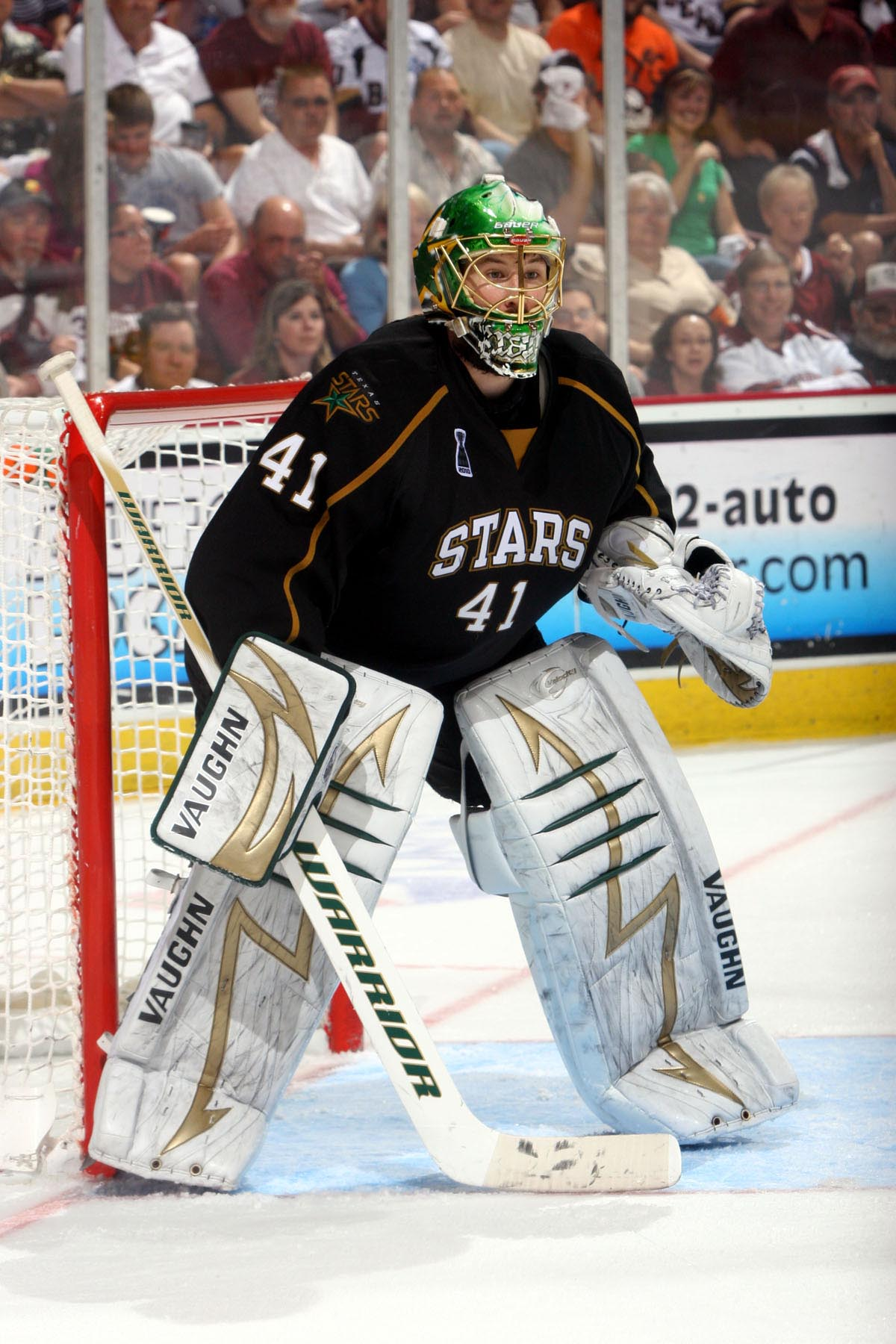
Brent Krahn, gewählt an Position 9

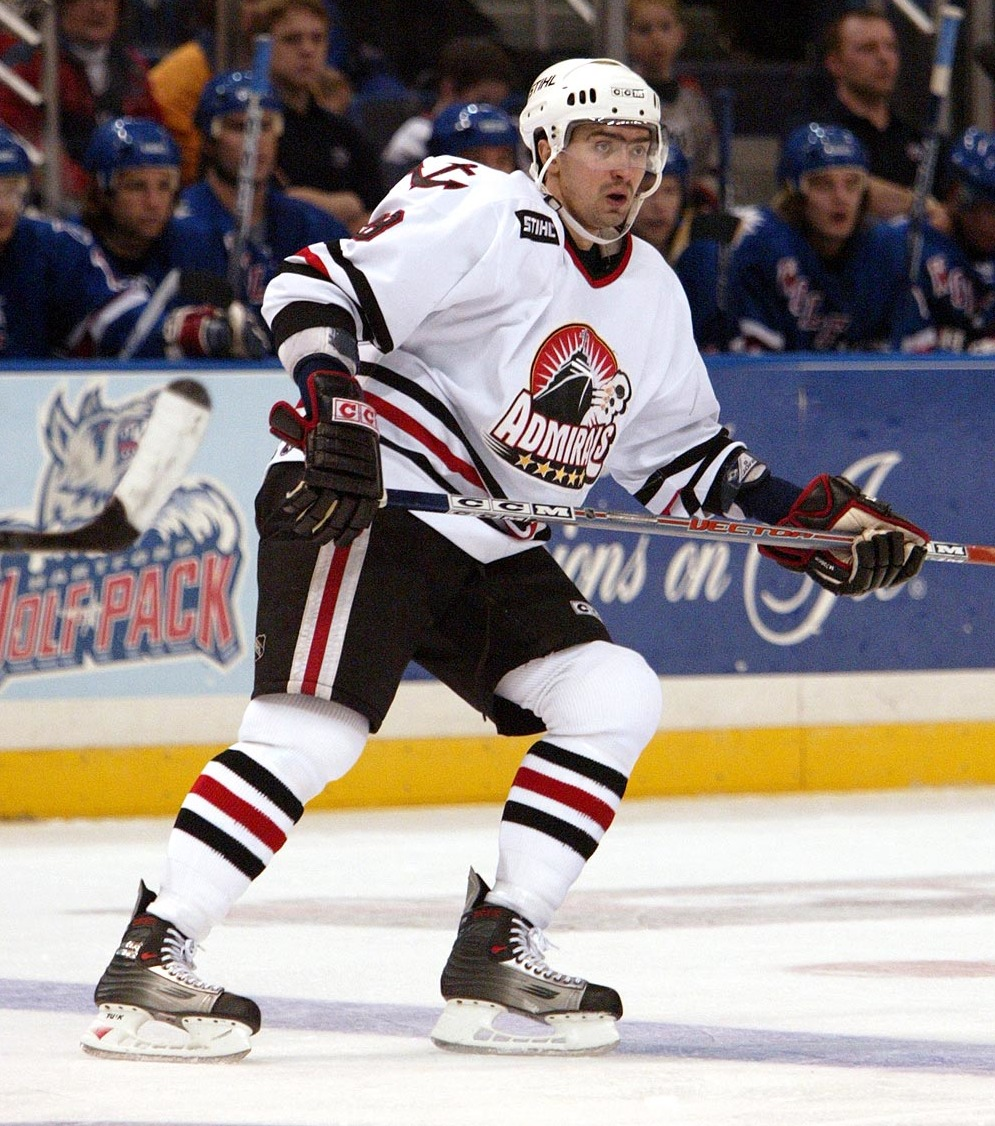
Pawel Worobjow, gewählt an Position 11

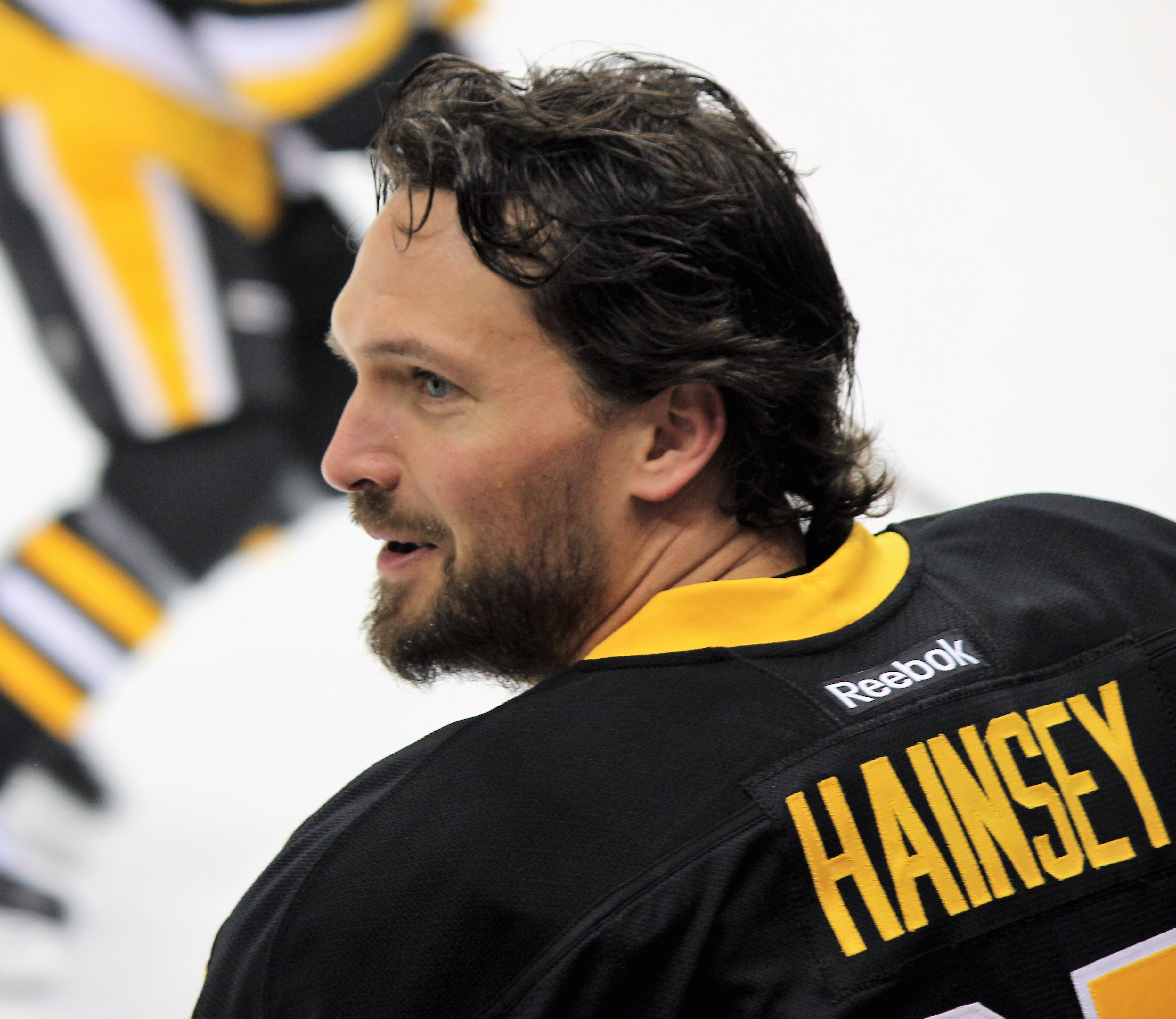
Ron Hainsey, gewählt an Position 13

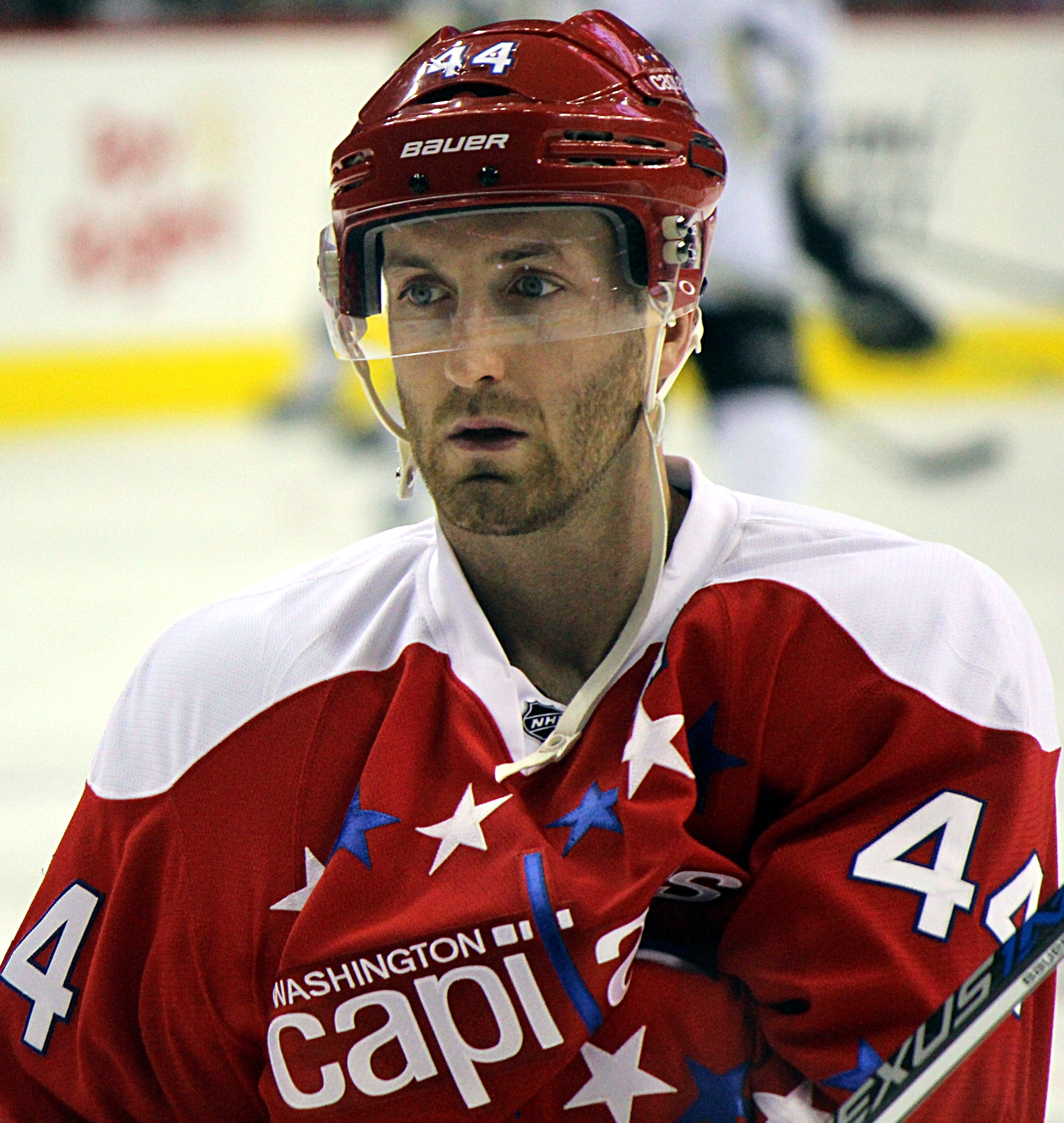
Brooks Orpik, gewählt an Position 18

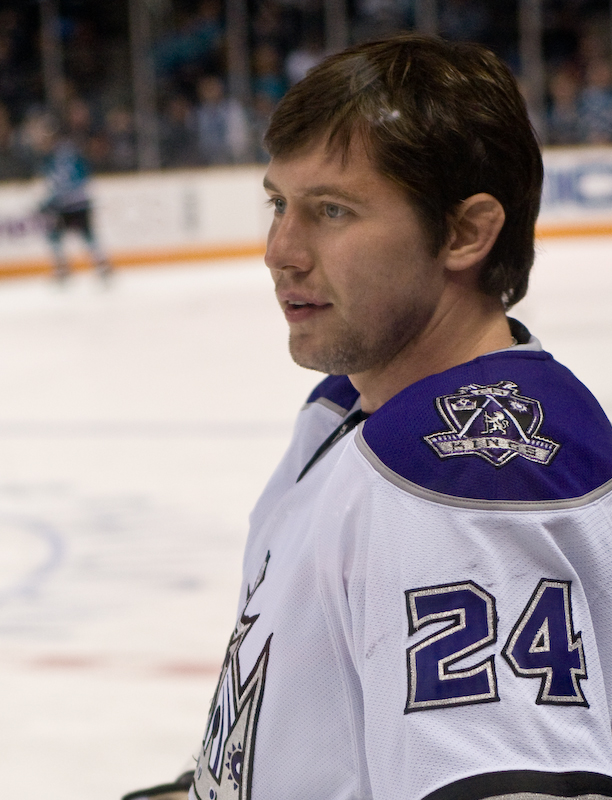
Alexander Frolow, gewählt an Position 20

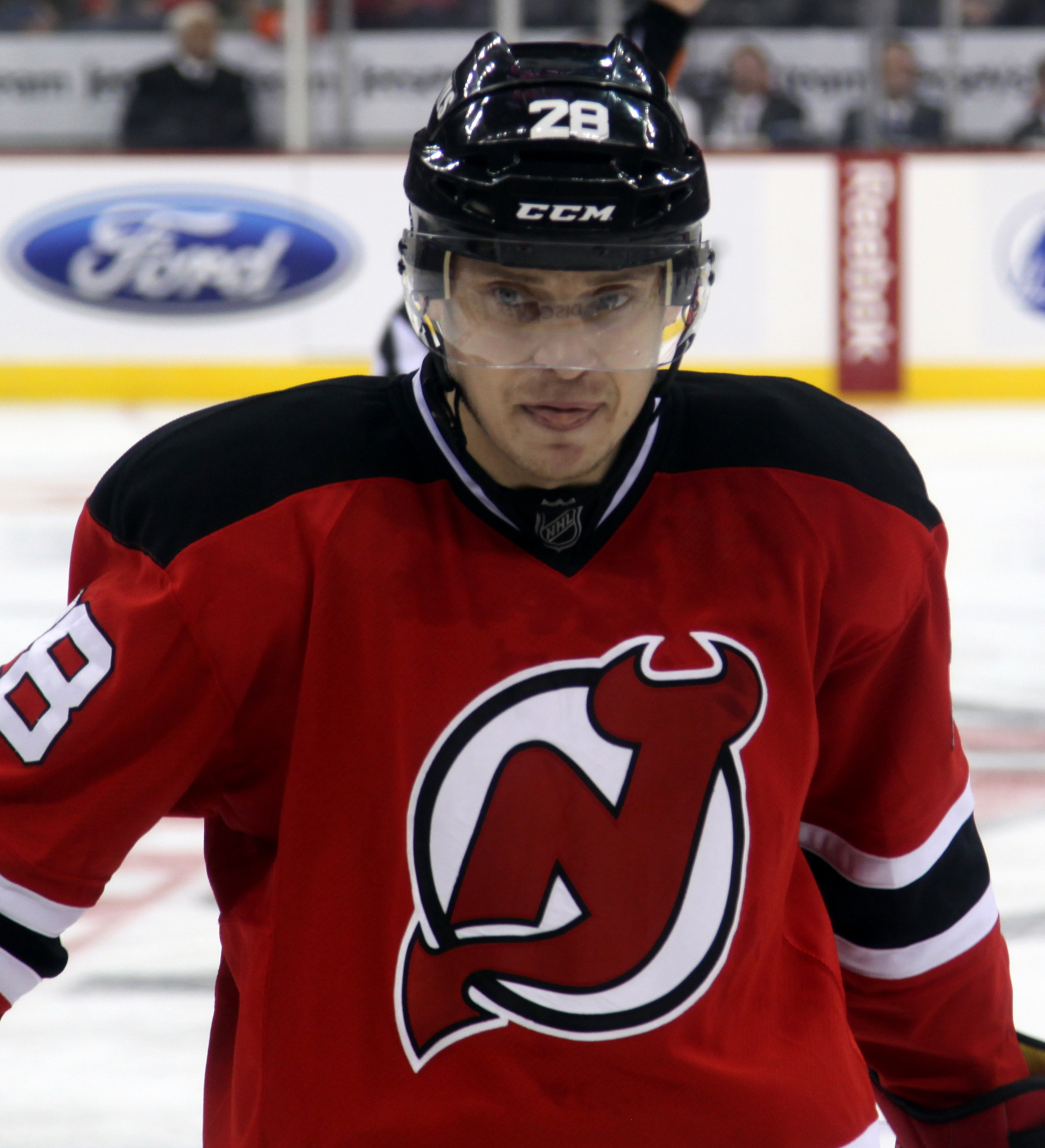
Anton Woltschenkow, gewählt an Position 21

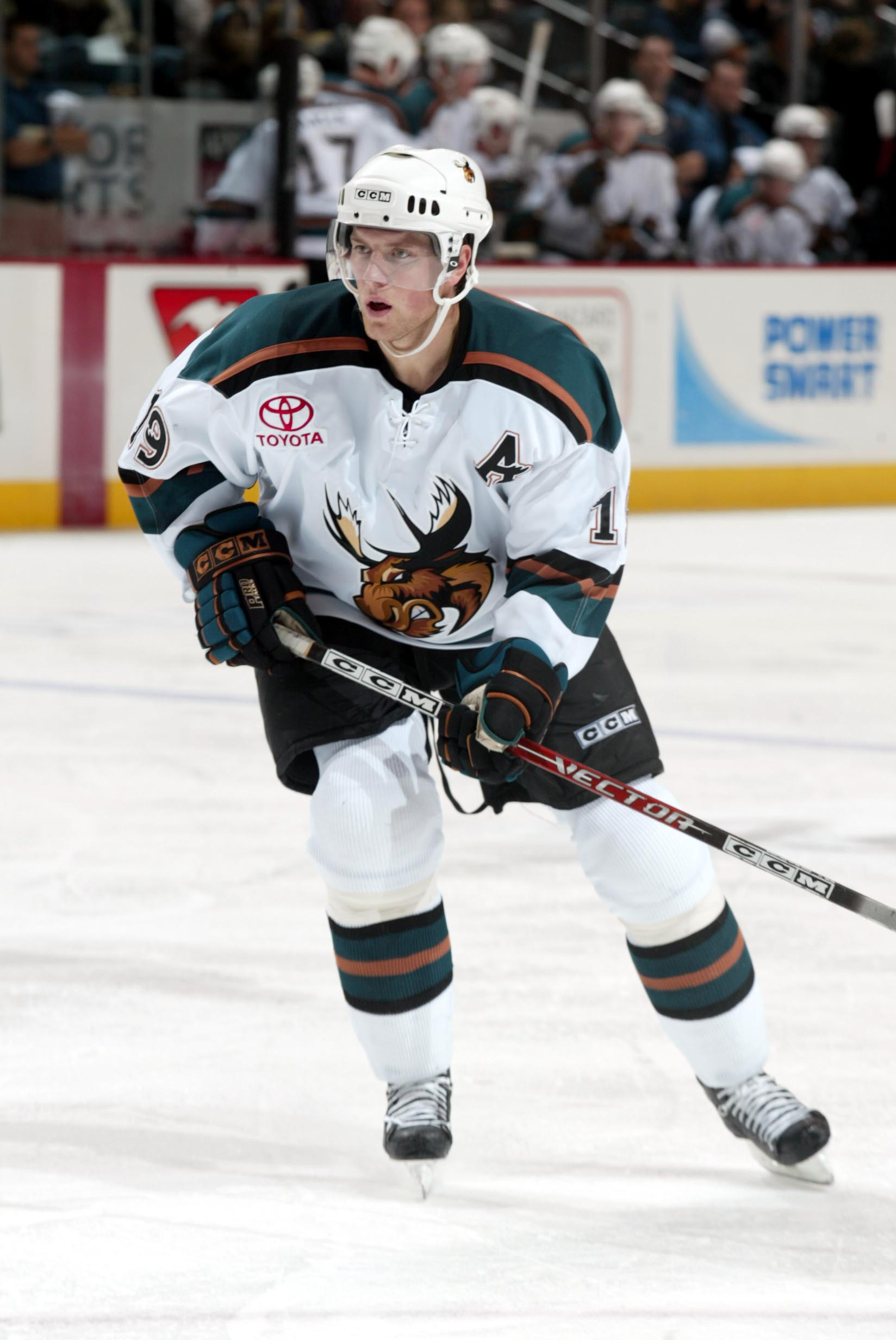
Nathan Smith, gewählt an Position 23

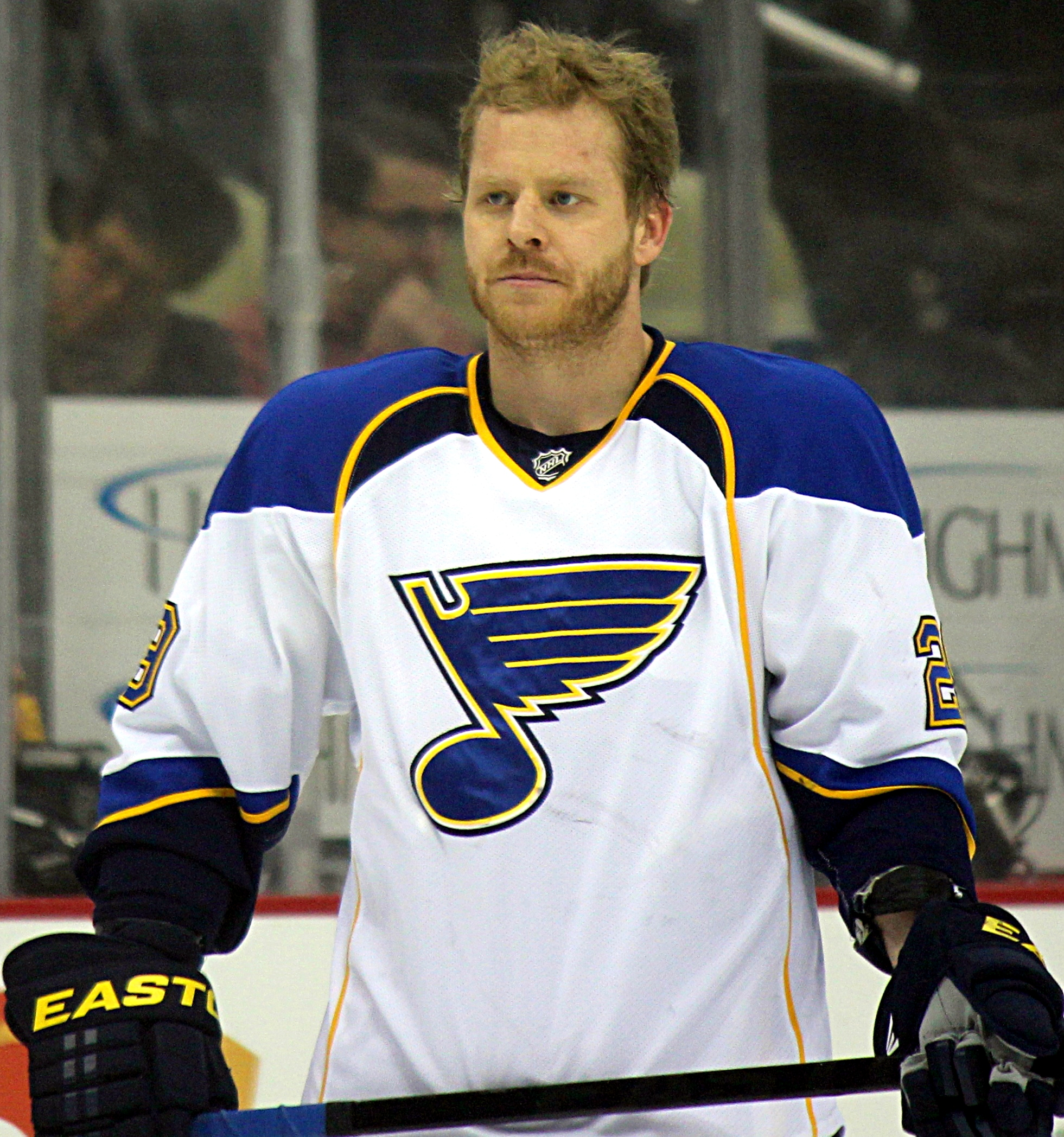
Steve Ott, gewählt an Position 25

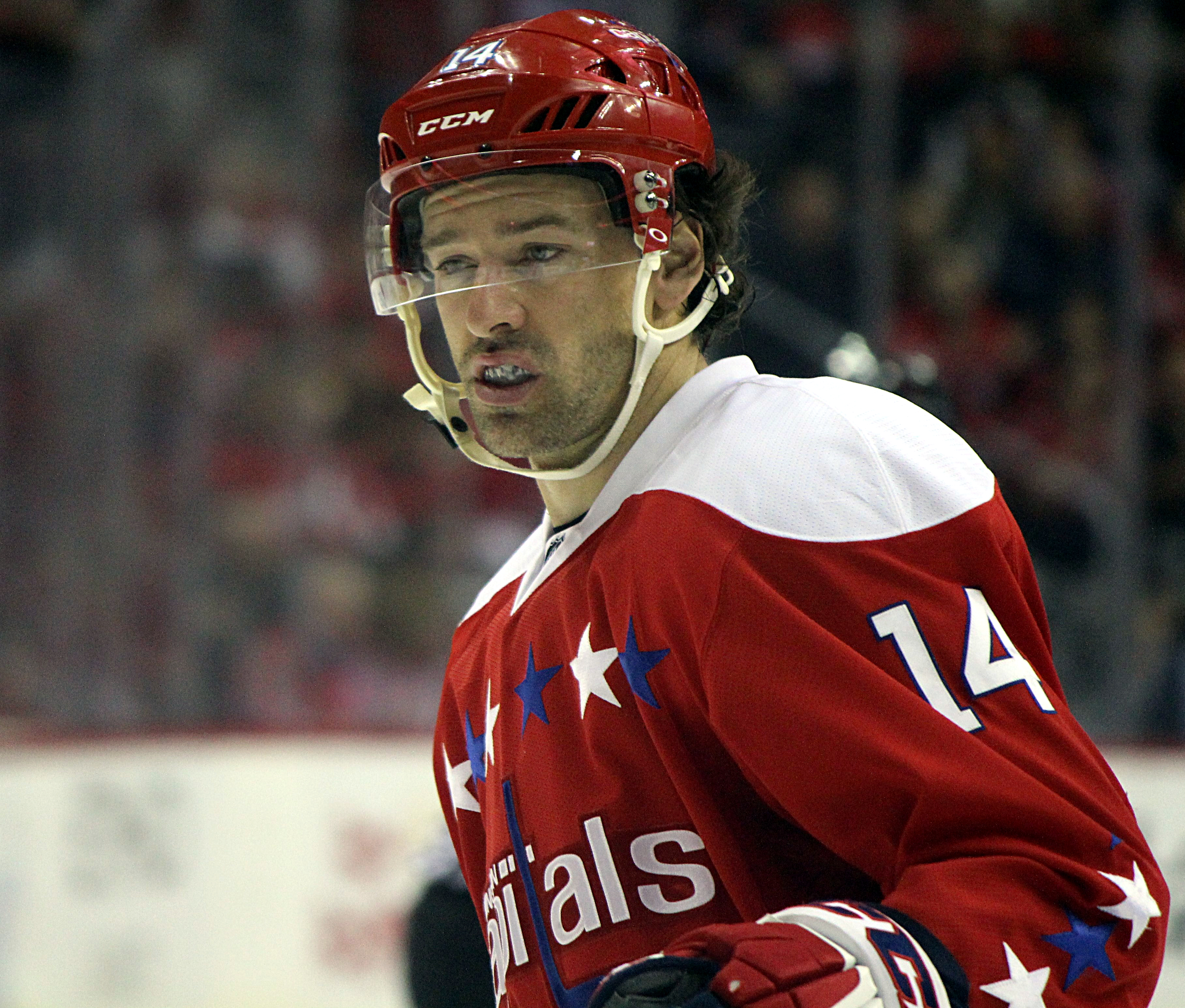
Justin Williams, gewählt an Position 28

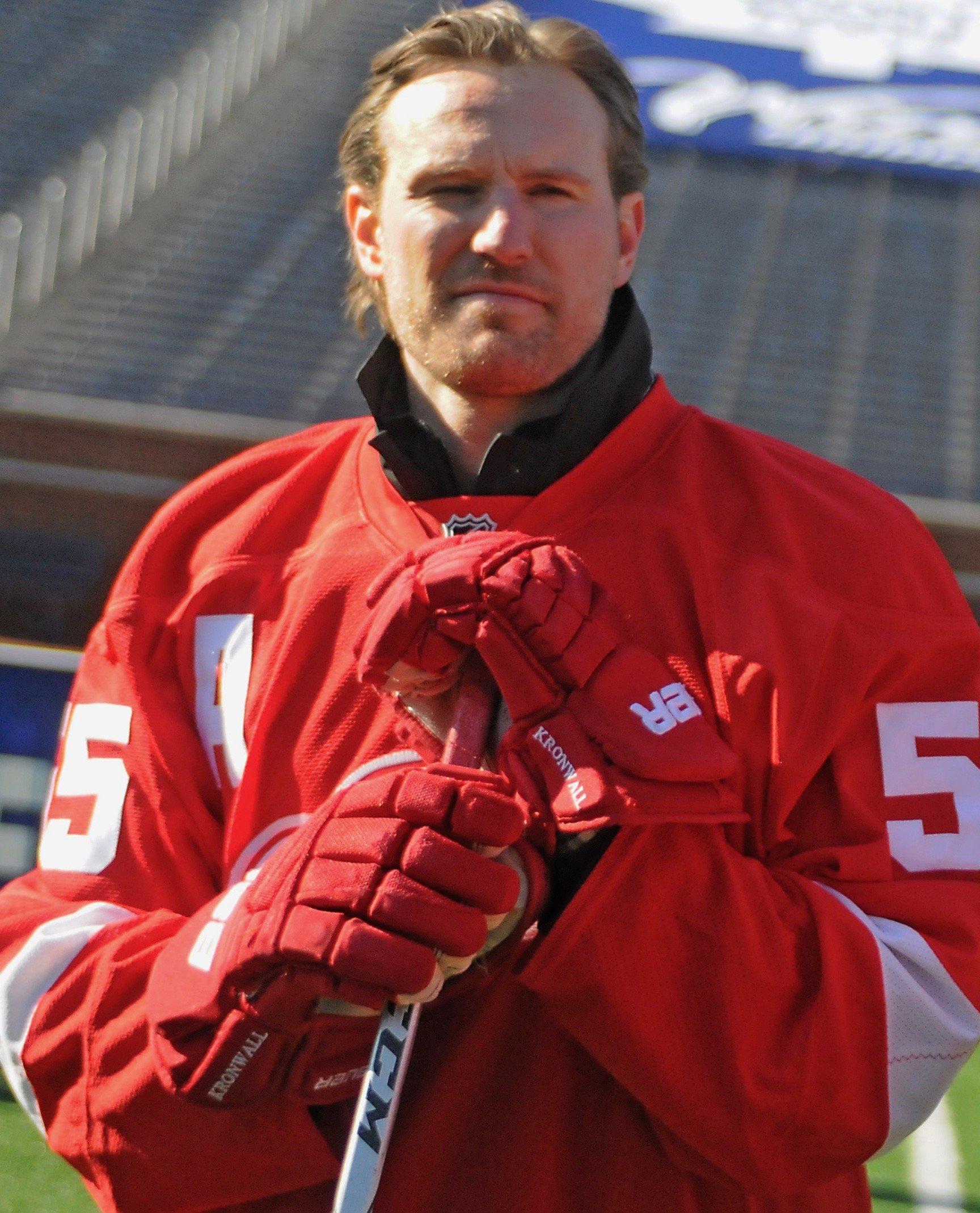
Niklas Kronwall, gewählt an Position 29

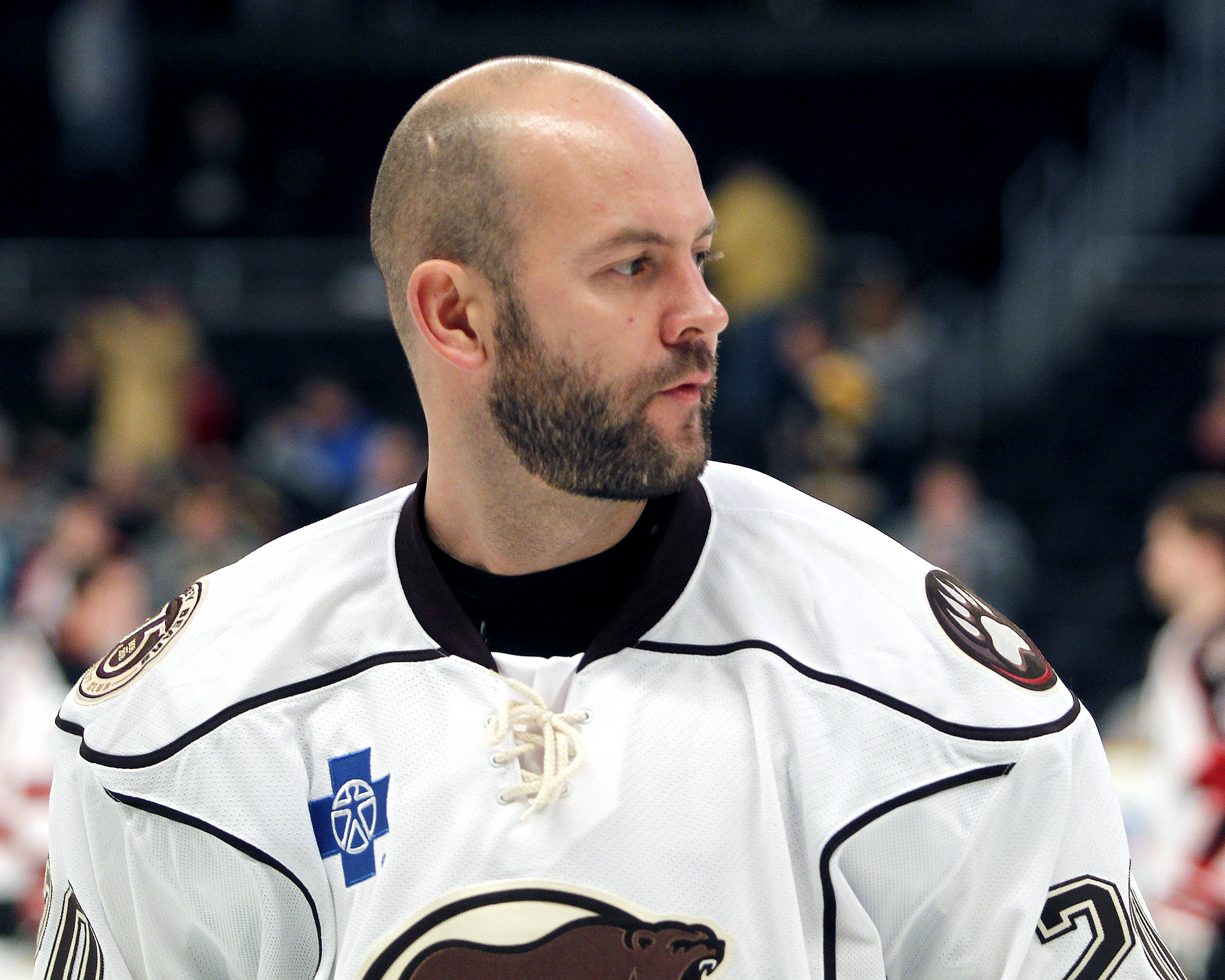
Jeff Taffe, gewählt an Position 30

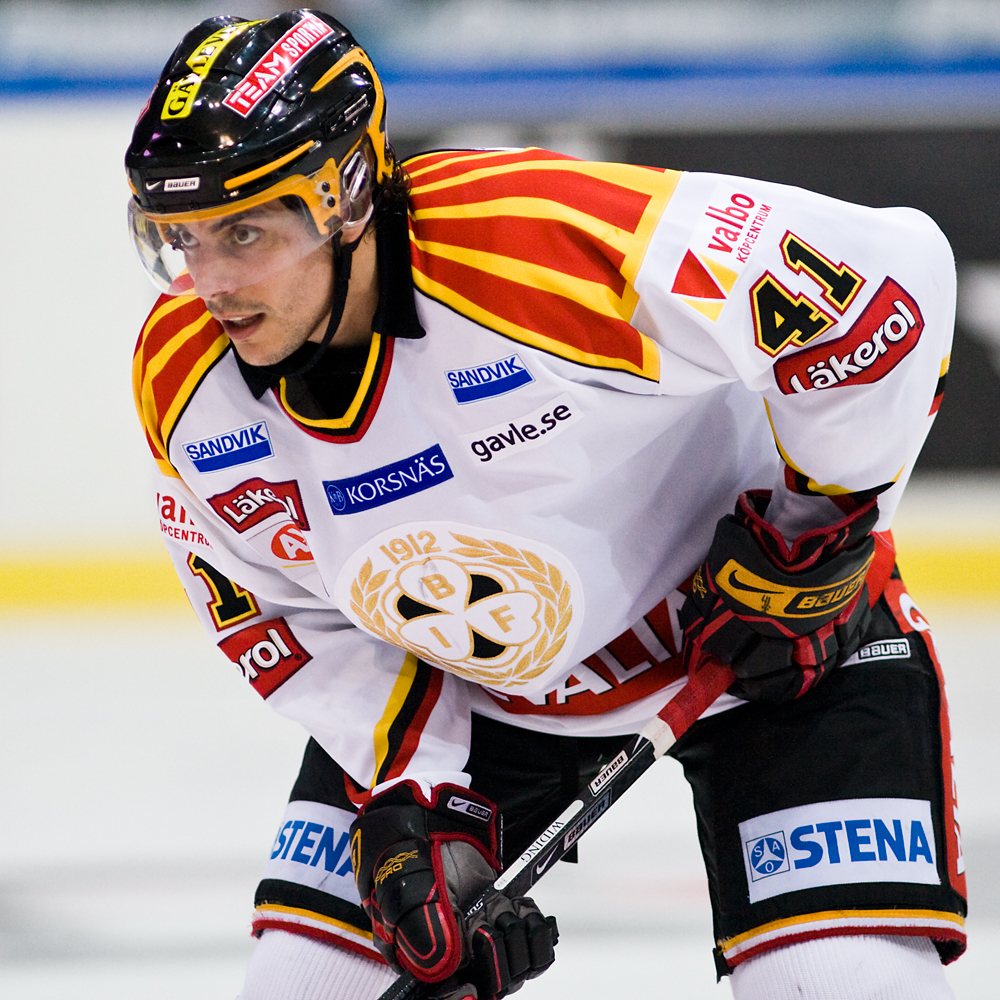
Daniel Widing, gewählt an Position 36

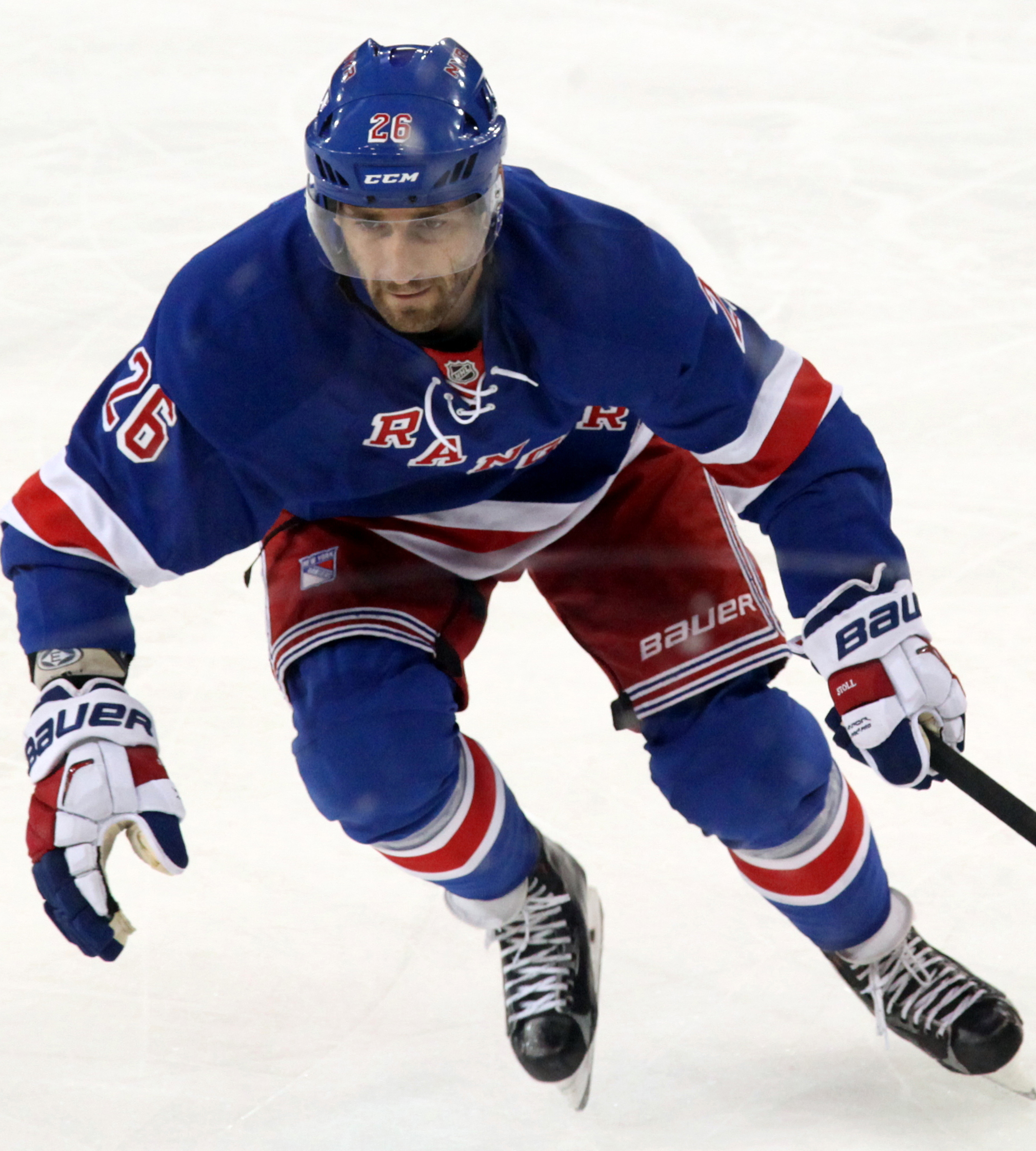
Jarret Stoll, gewählt an Position 46

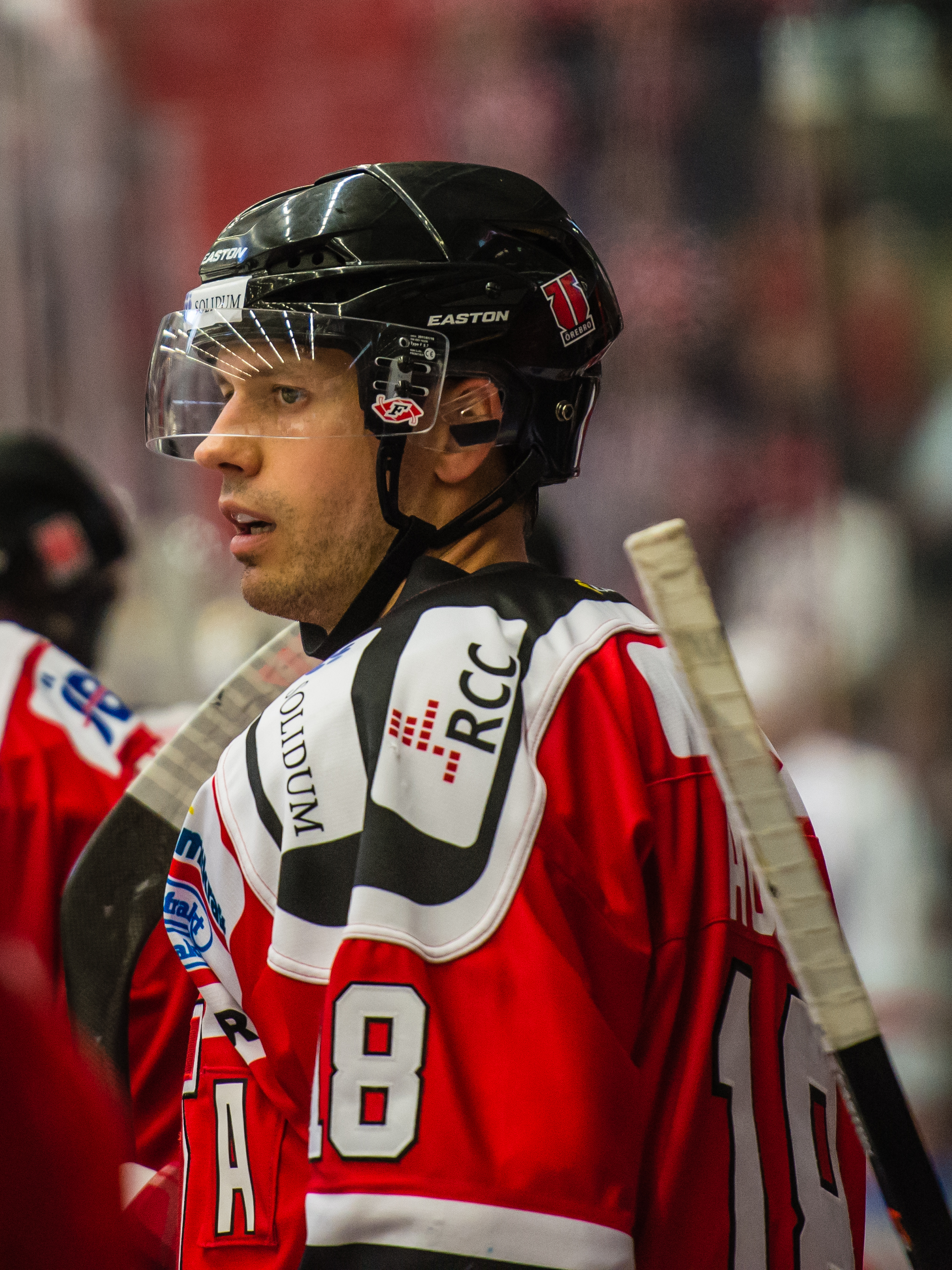
Jared Aulin, gewählt an Position 47

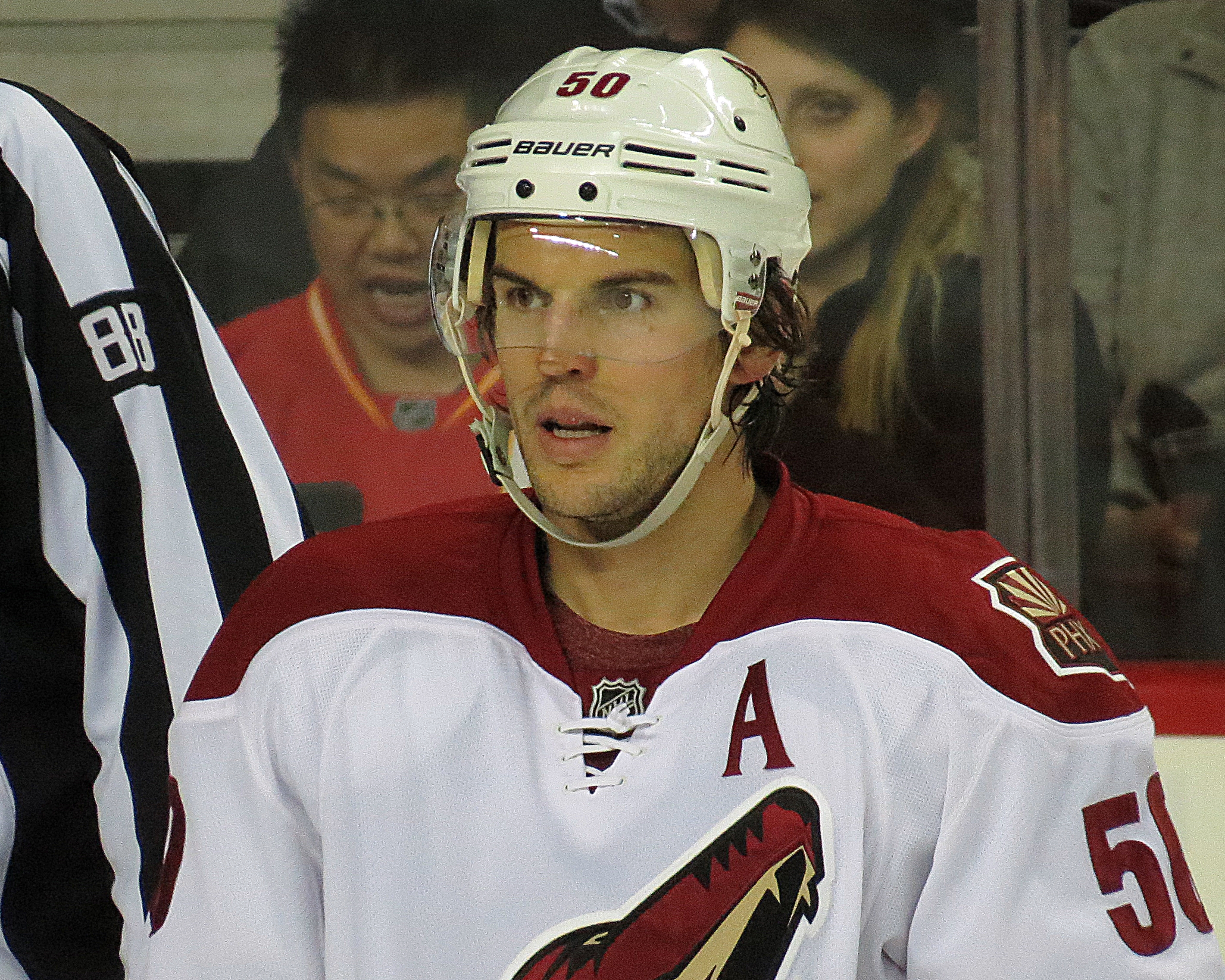
Antoine Vermette, gewählt an Position 55

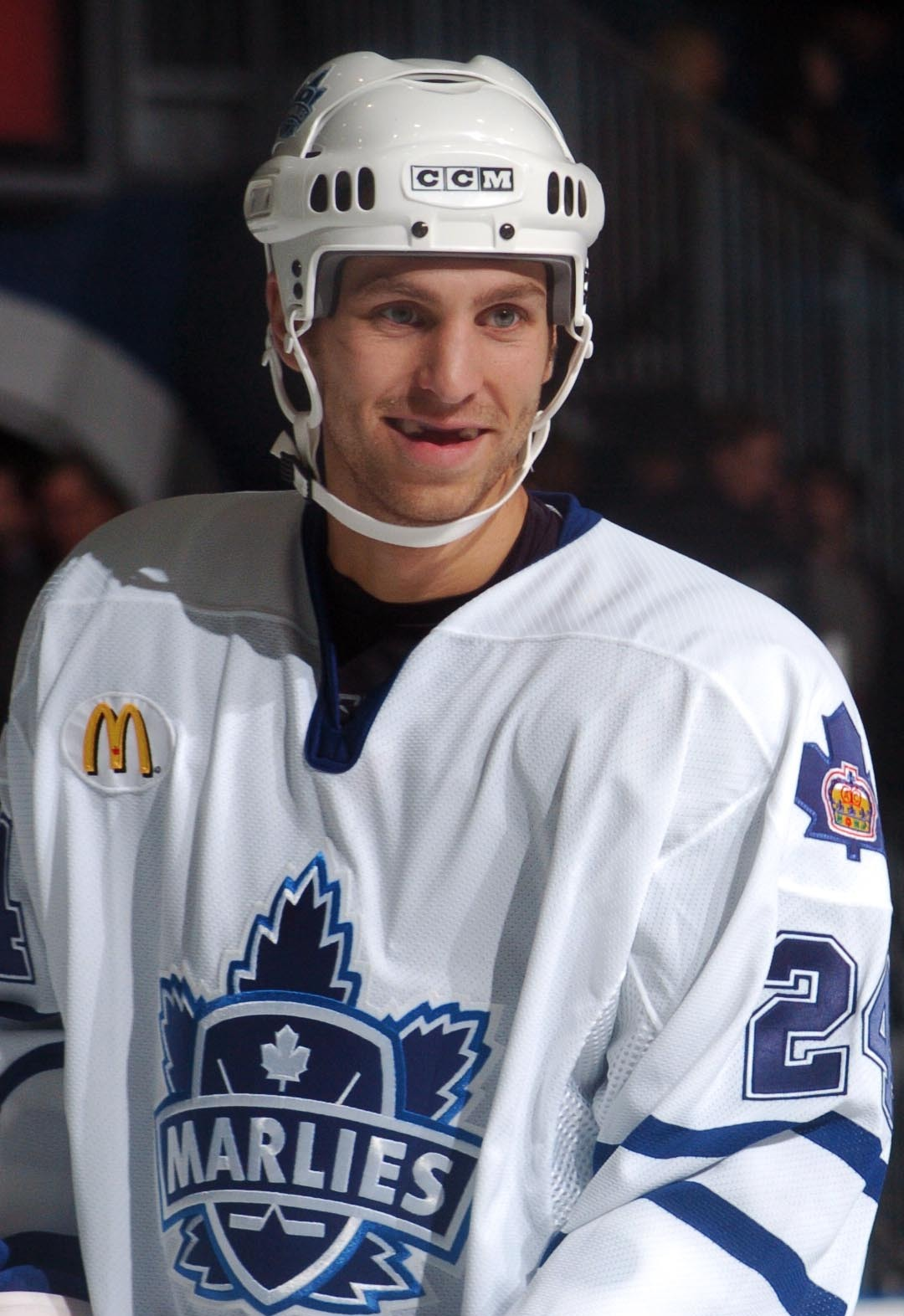
Alexander Suglobow, gewählt an Position 56

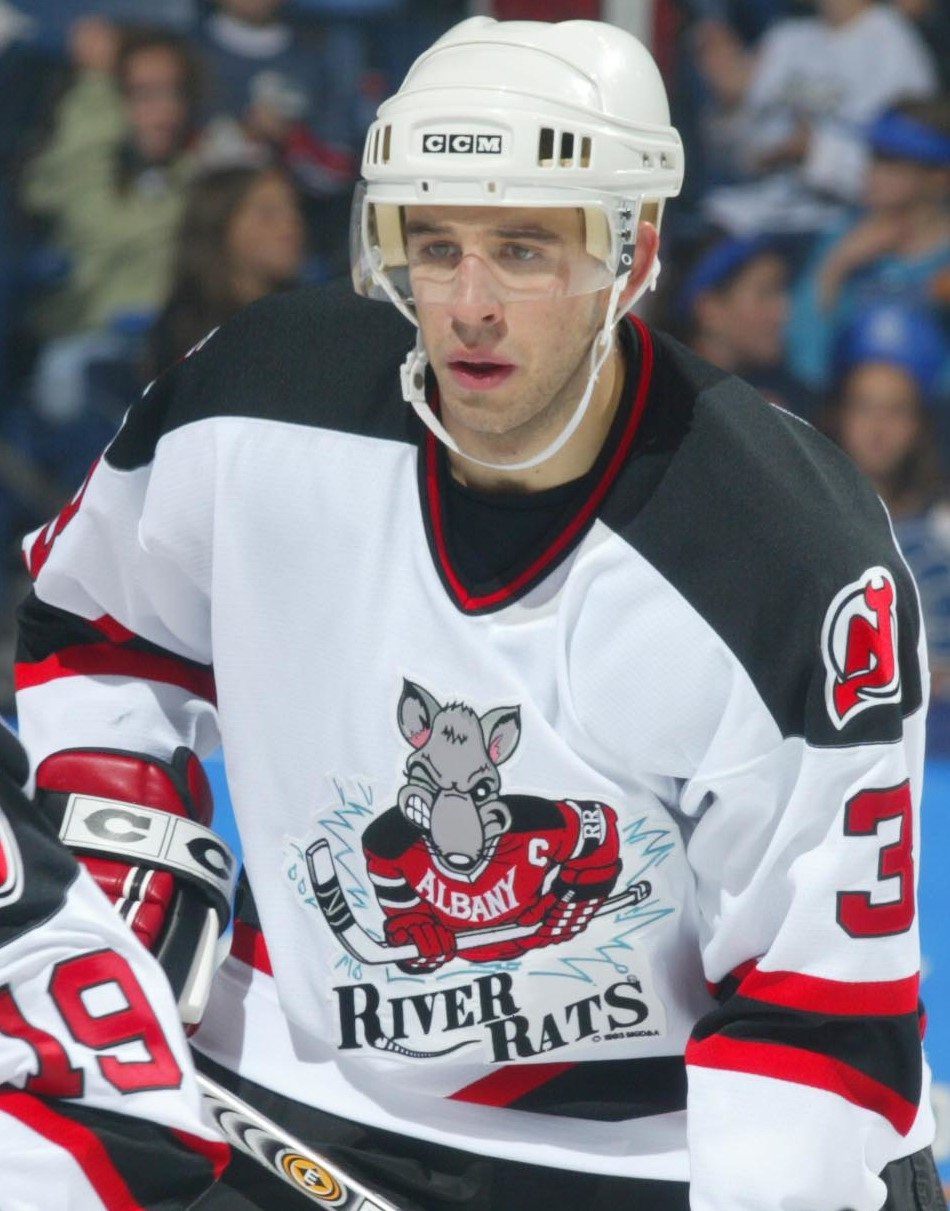
Matt De Marchi, gewählt an Position 57

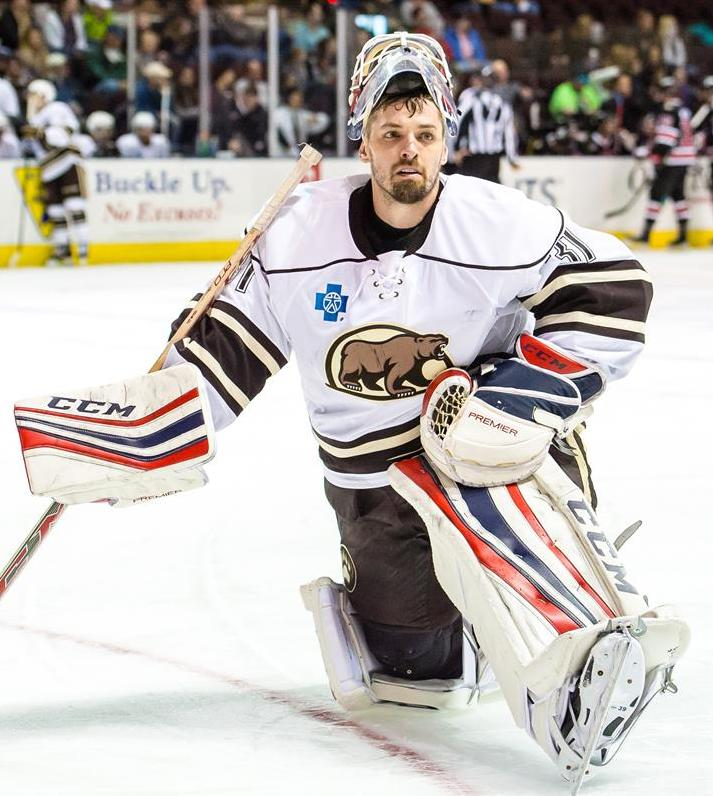
Dan Ellis, gewählt an Position 60

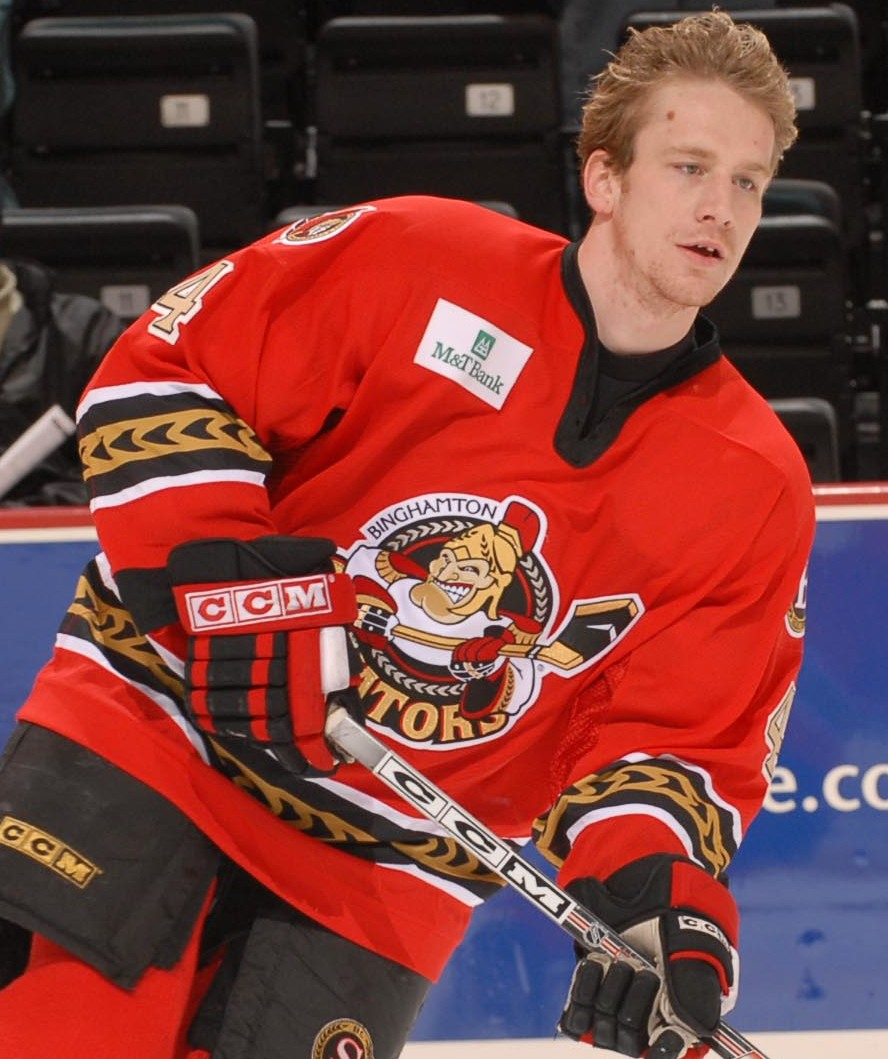
Filip Novák, gewählt an Position 64

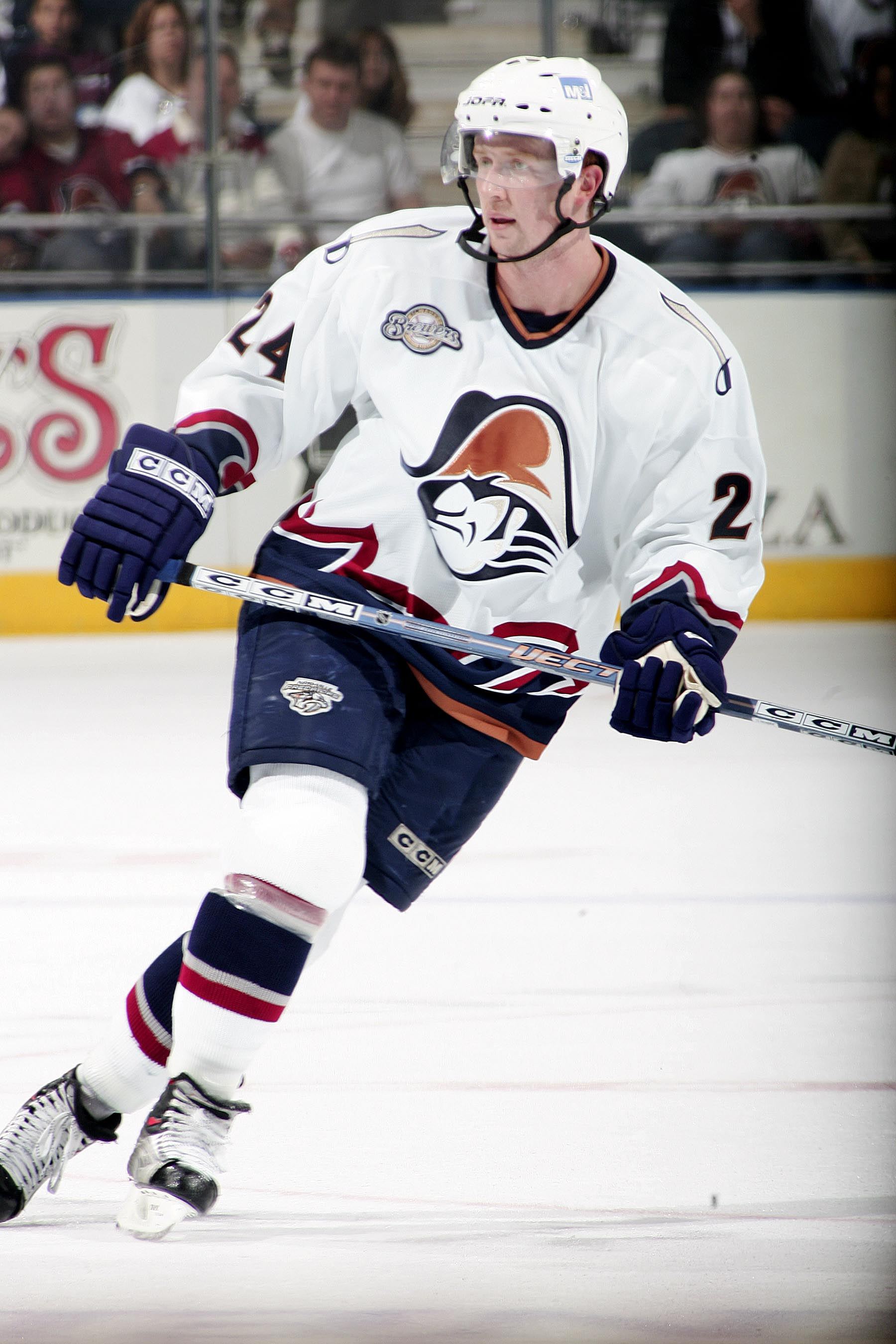
Libor Pivko, gewählt an Position 89

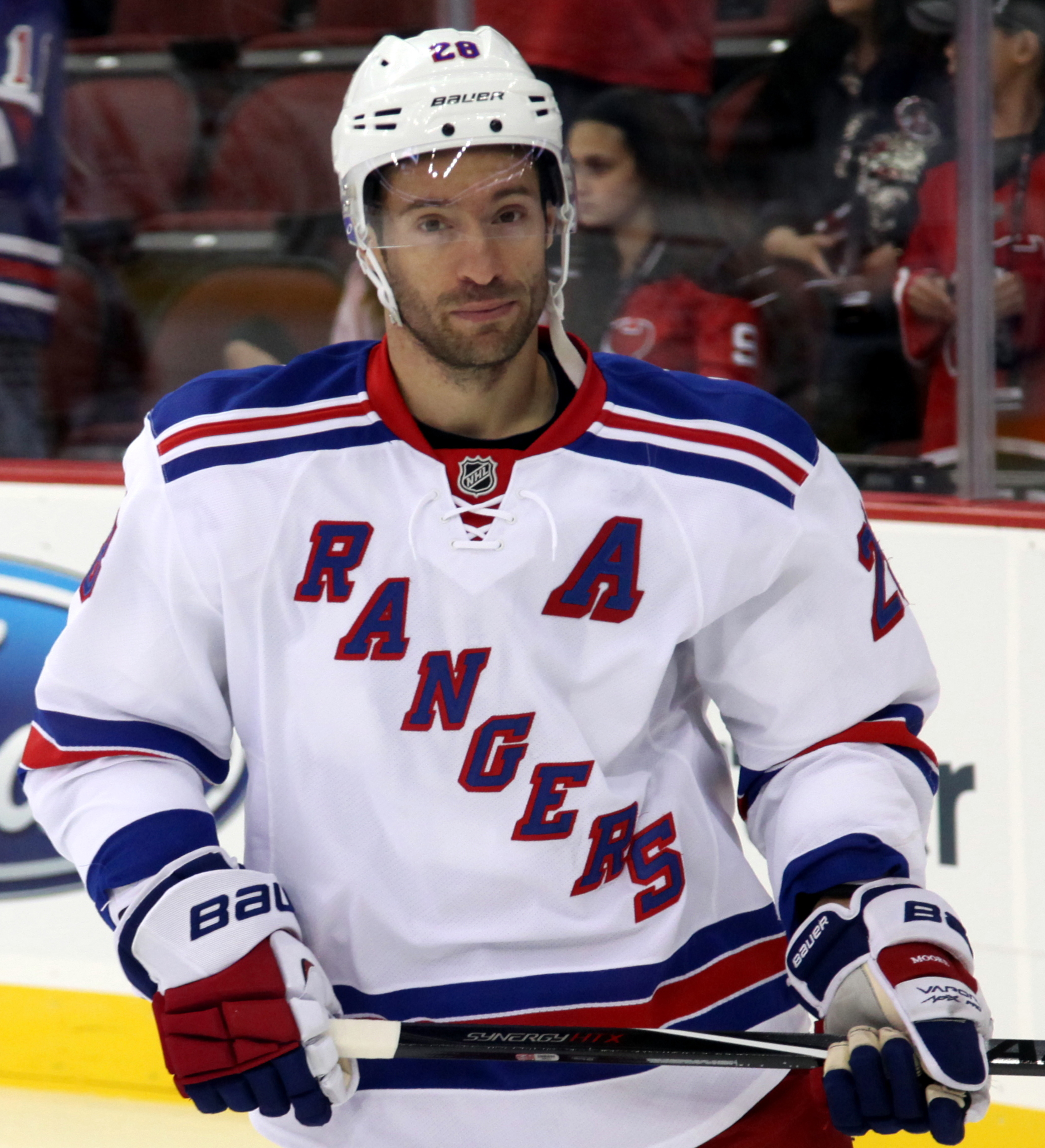
Dominic Moore, gewählt an Position 95

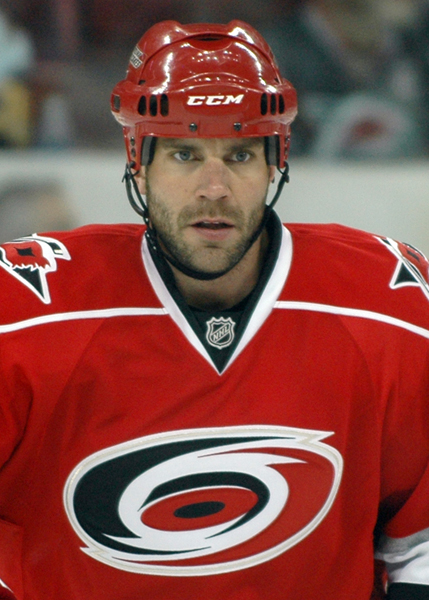
Niclas Wallin, gewählt an Position 97

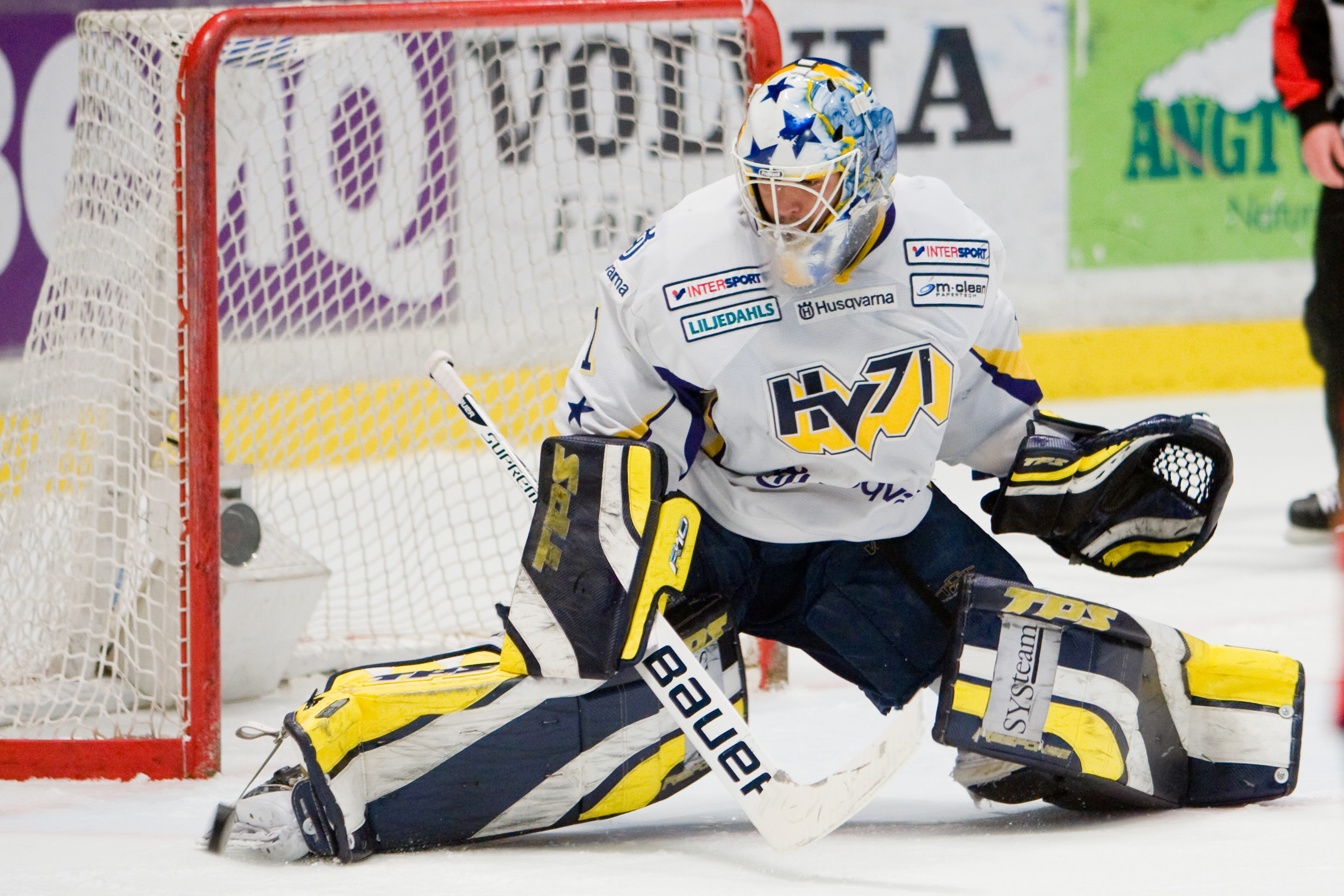
Stefan Liv, gewählt an Position 102

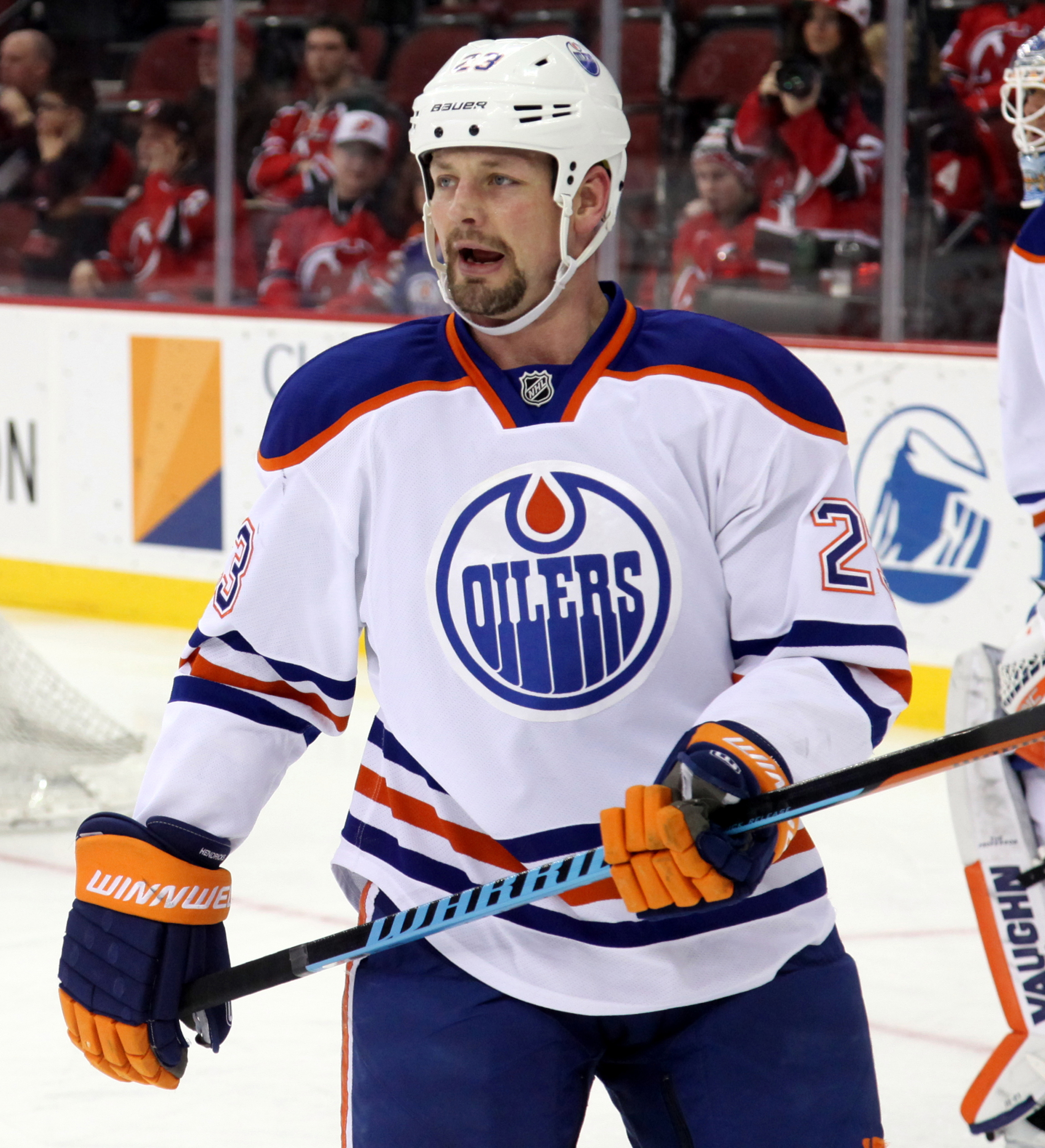
Matt Hendricks, gewählt an Position 131

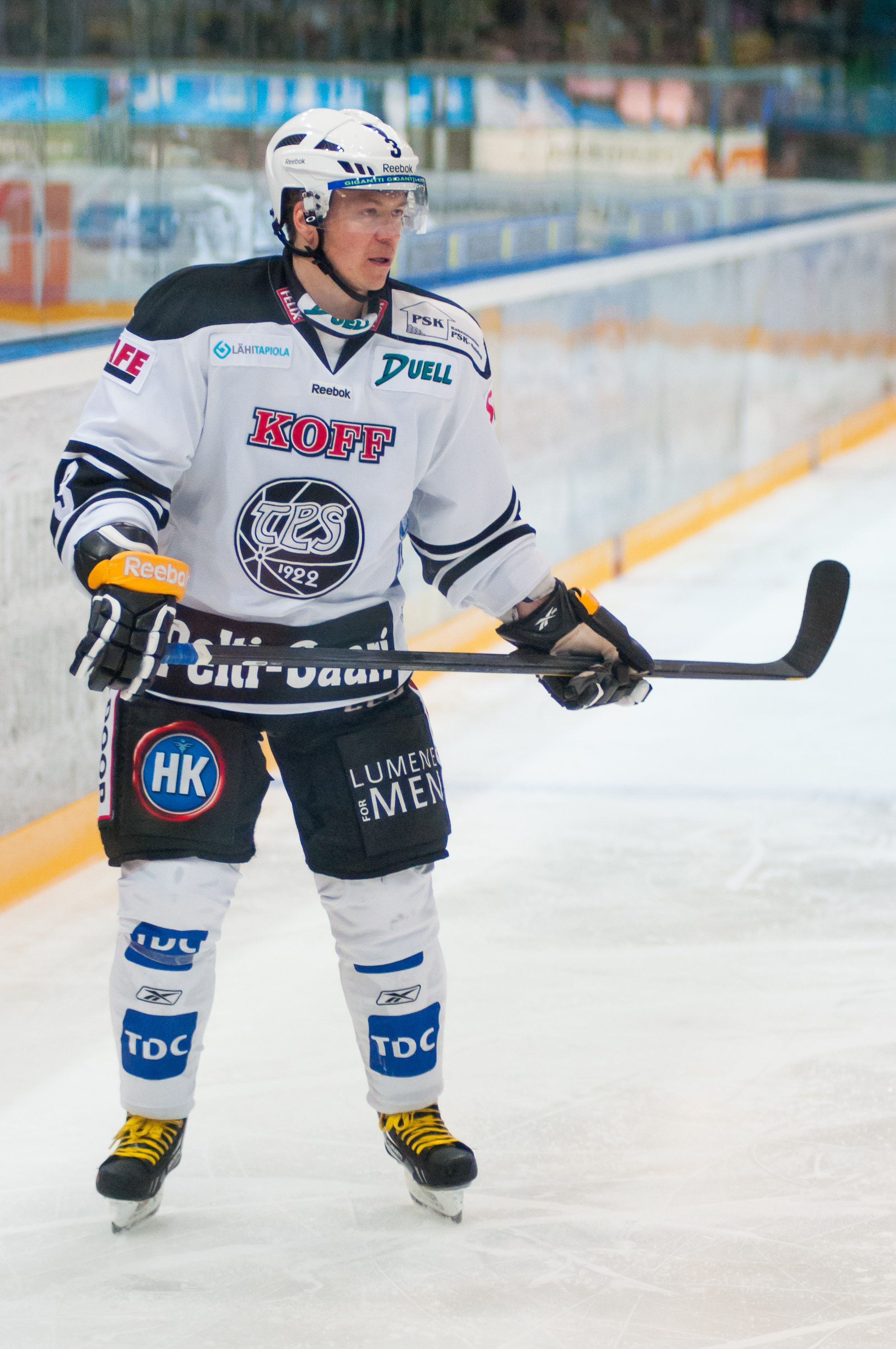
Petteri Nummelin, gewählt an Position 133

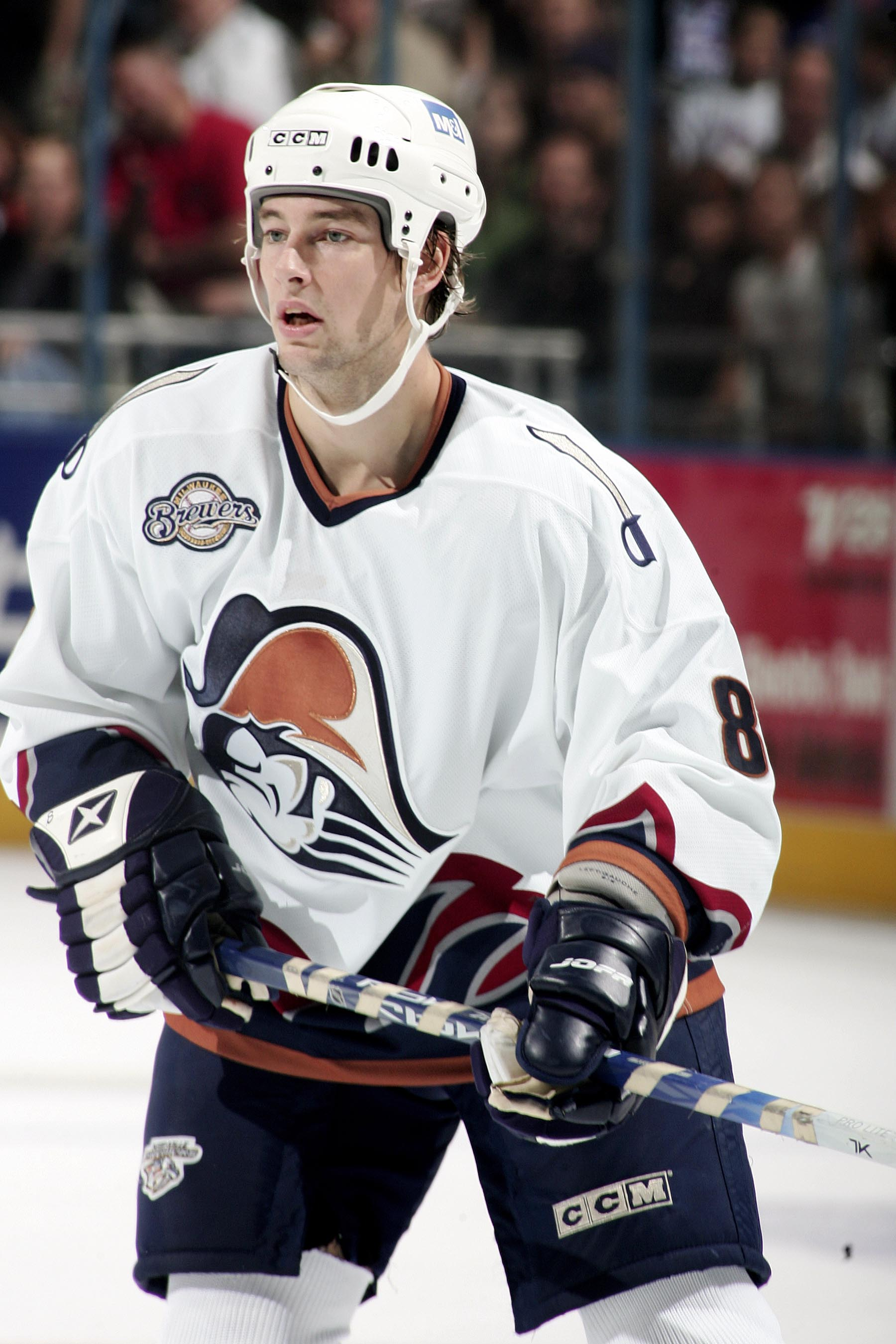
Ryan Glenn, gewählt an Position 145

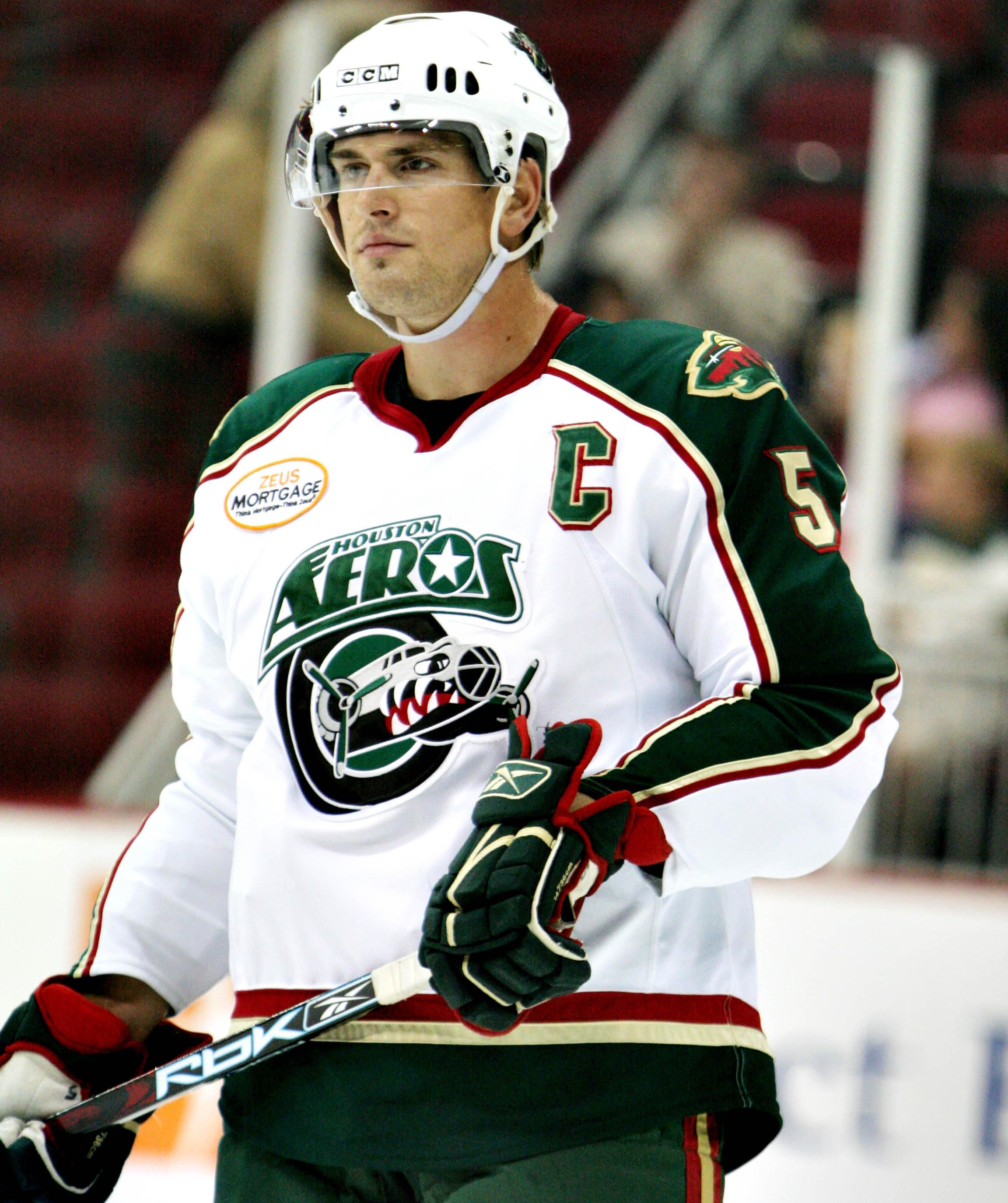
Erik Reitz, gewählt an Position 170

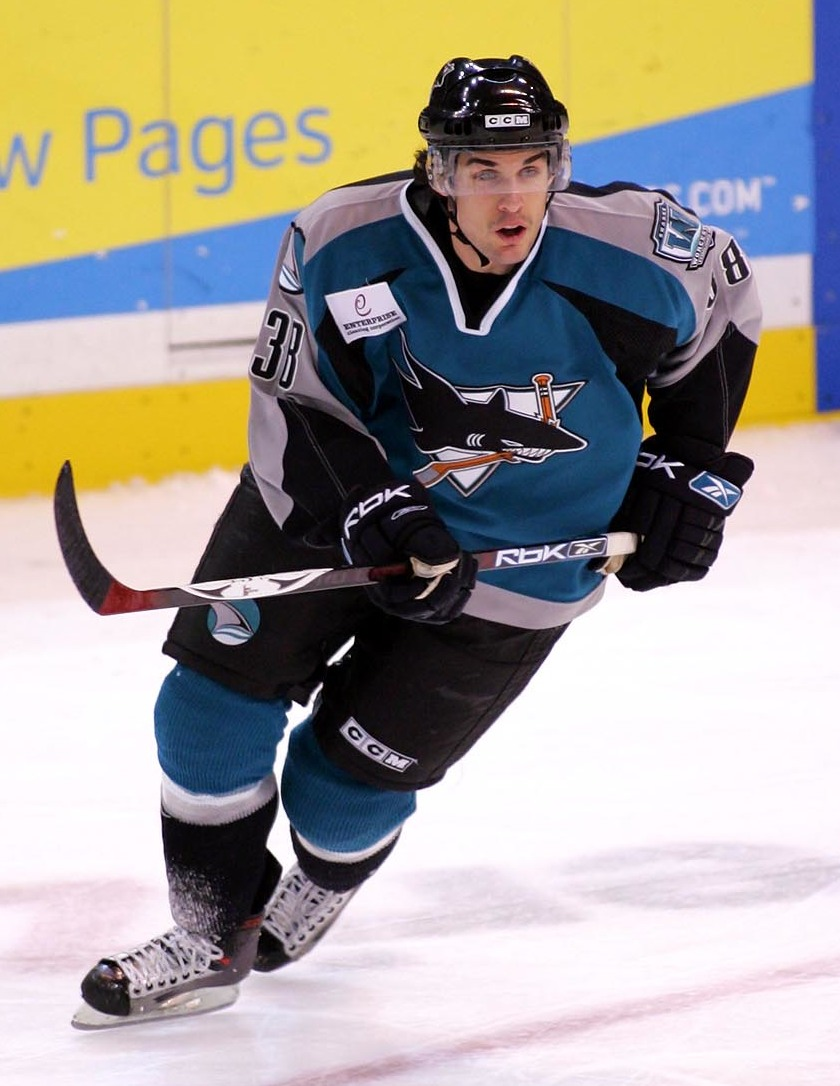
Michal Macho, gewählt an Position 183

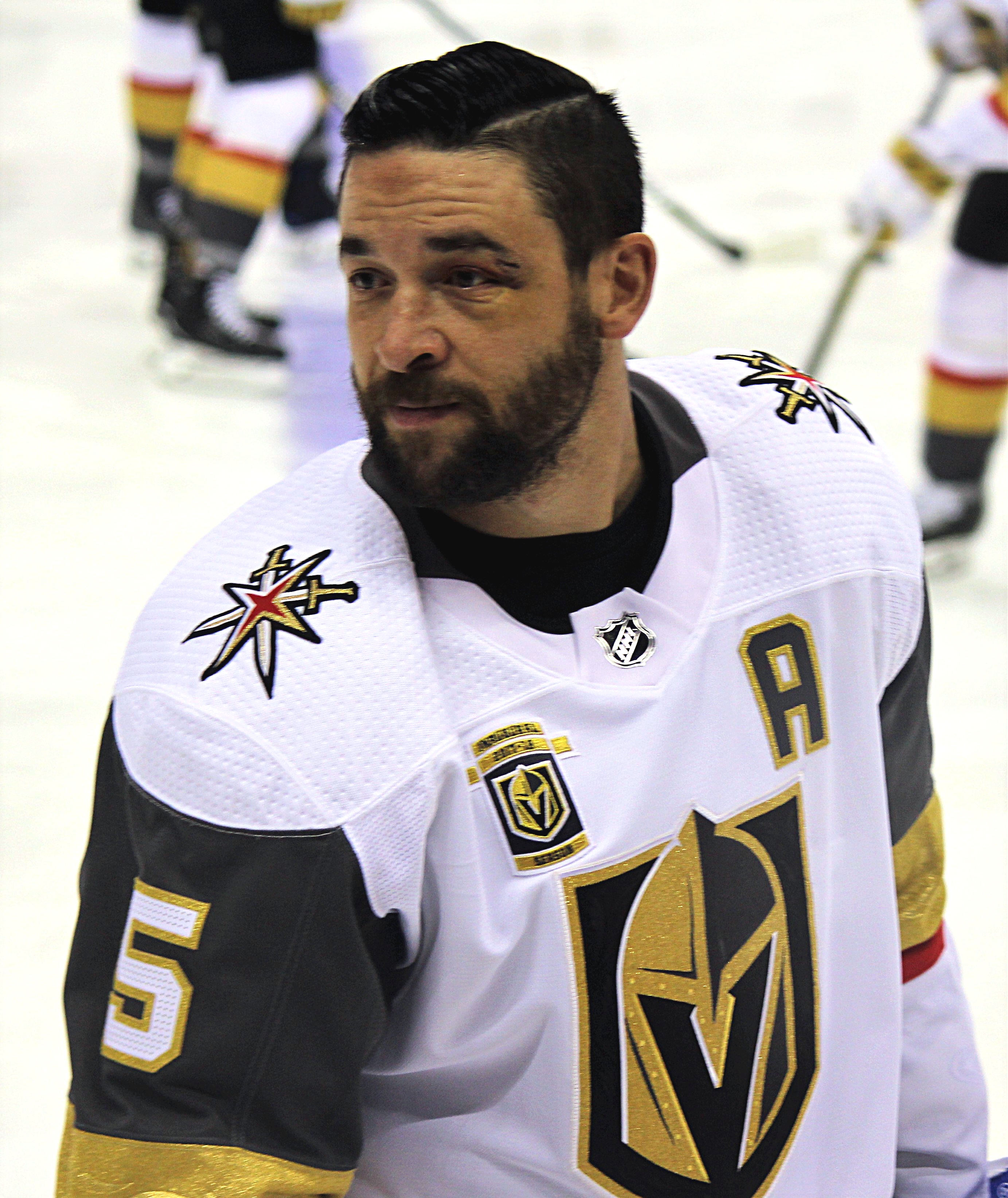
Deryk Engelland, gewählt an Position 194

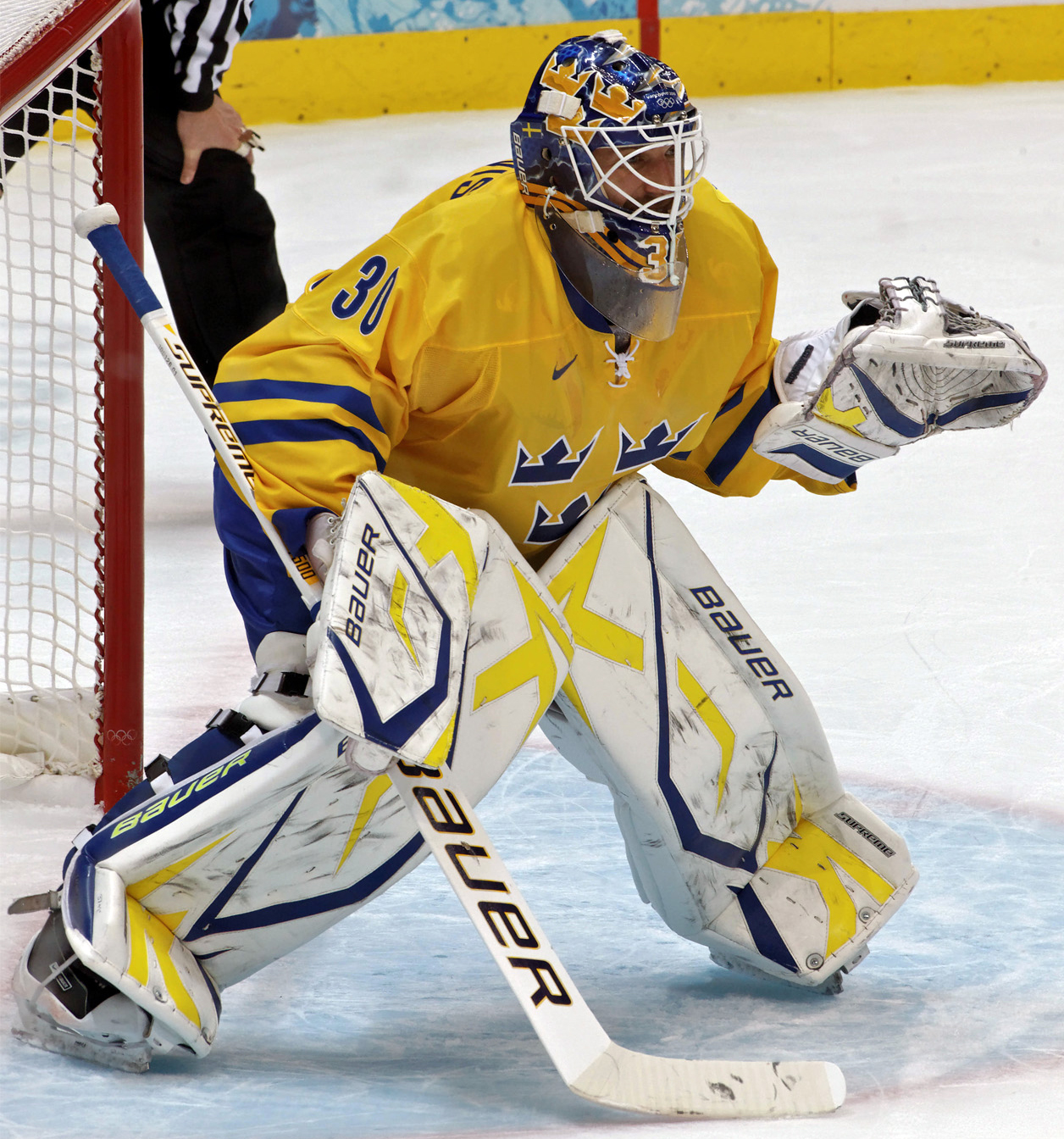
Henrik Lundqvist, gewählt an Position 205

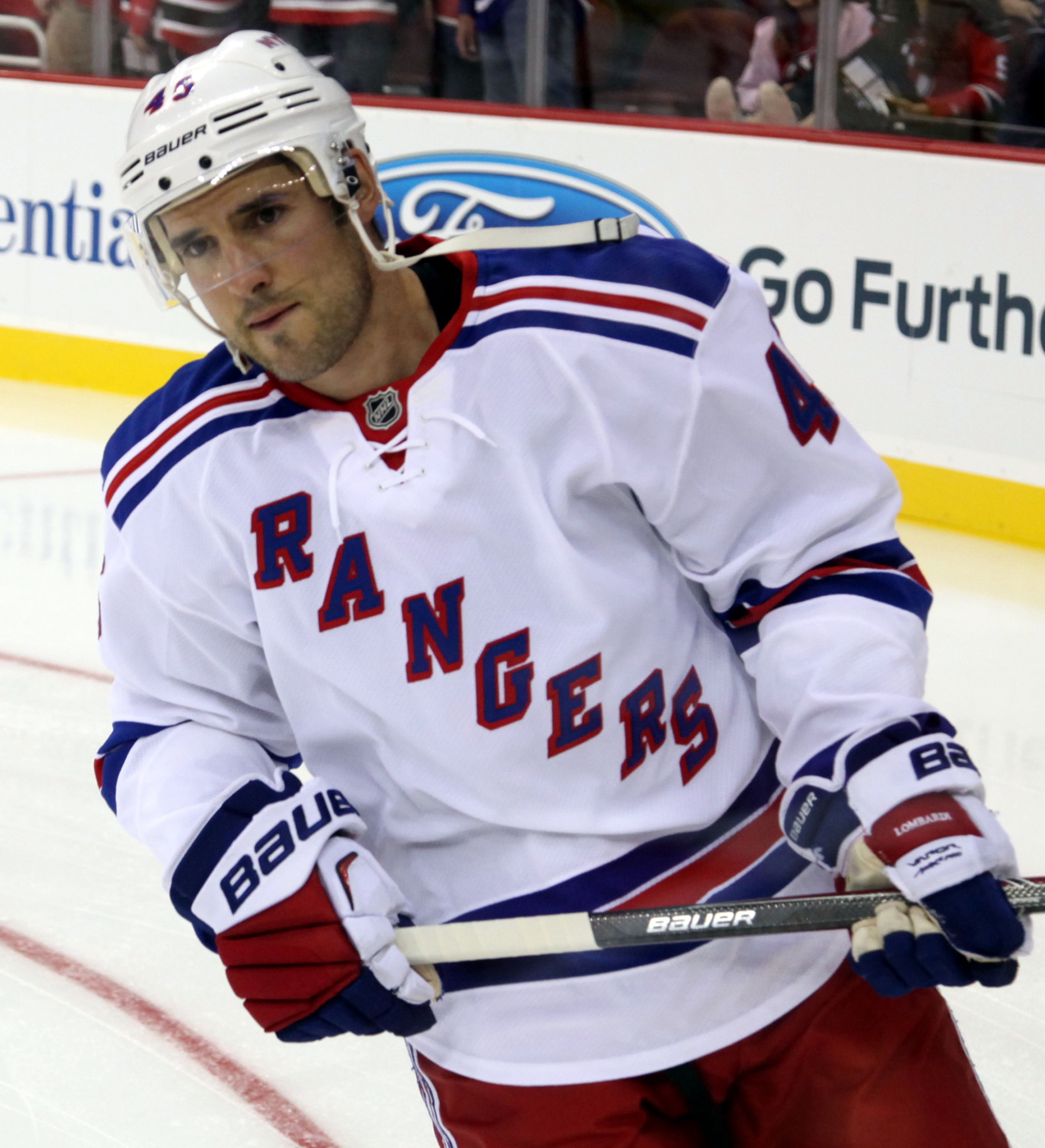
Matthew Lombardi, gewählt an Position 215

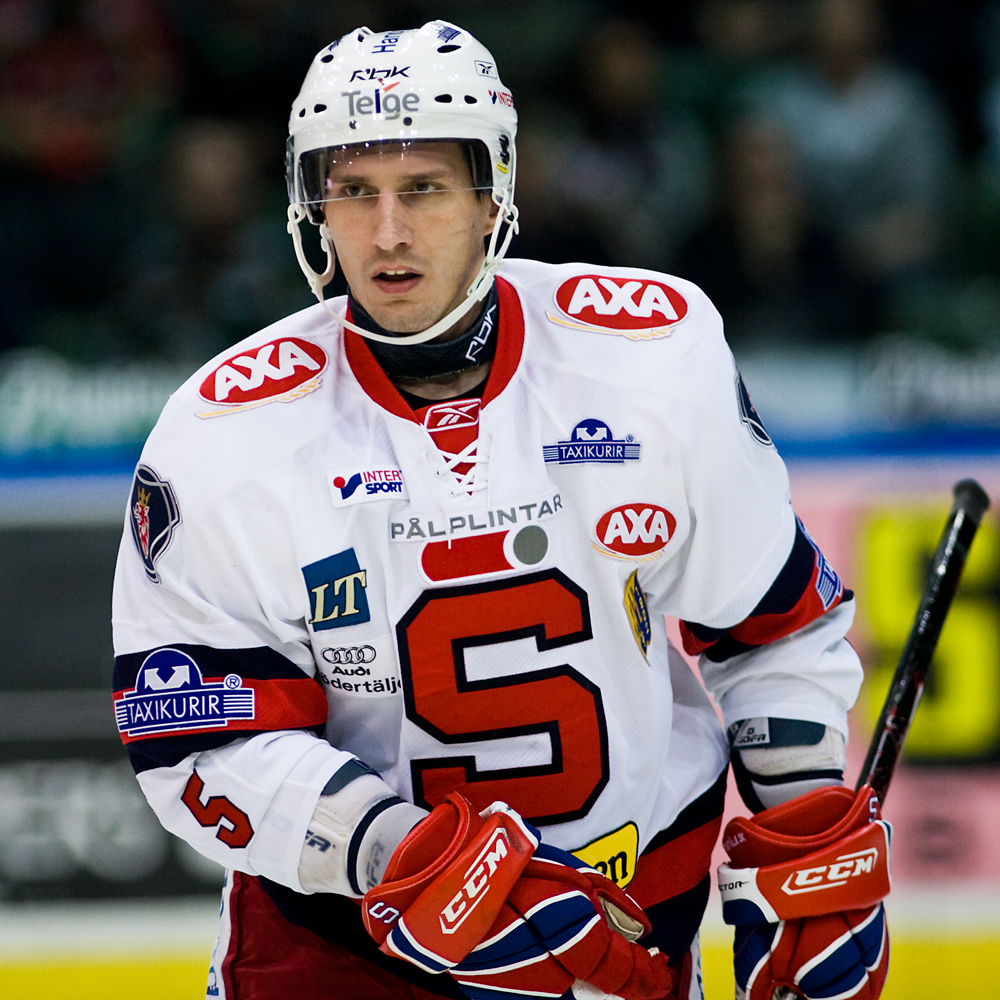
Martin Richter, gewählt an Position 269

| Inhaltsverzeichnis Runde 1 \| Runde 2 \| Runde 3 \| Runde 4 \| Runde 5 \| Runde 6 \| Runde 7 \| Runde 8 \| Runde 9 |

Abkürzungen:
Position mit C = Center, LW = linker Flügel, RW = rechter Flügel, D = Verteidiger, G = Torwart
Farblegende:
 = Spieler, die in die Hockey Hall of Fame aufgenommen wurden

### Runde 1
| #   | Spieler            | Nationalität       | Position | NHL-Team                                                              | College-/Junioren-/Profi-Team             |
| --- | ------------------ | ------------------ | -------- | --------------------------------------------------------------------- | ----------------------------------------- |
| 1.  | Rick DiPietro      | Vereinigte Staaten | G        | New York Islanders                                                    | Boston University (NCAA)                  |
| 2.  | Dany Heatley       | Kanada             | LW       | Atlanta Thrashers                                                     | University of Wisconsin–Madison (NCAA)    |
| 3.  | Marián Gáborík     | Slowakei           | RW       | Minnesota Wild                                                        | Dukla Trenčín (slowak. Extraliga)         |
| 4.  | Rostislav Klesla   | Tschechien         | D        | Columbus Blue Jackets                                                 | Brampton Battalion (OHL)                  |
| 5.  | Raffi Torres       | Kanada             | LW       | New York Islanders (von Tampa Bay Lightning)                          | Brampton Battalion (OHL)                  |
| 6.  | Scott Hartnell     | Kanada             | LW       | Nashville Predators                                                   | Prince Albert Raiders (WHL)               |
| 7.  | Lars Jonsson       | Schweden           | D        | Boston Bruins                                                         | Leksands IF (Elitserien)                  |
| 8.  | Nikita Alexejew    | Russland           | RW       | Tampa Bay Lightning (von New York Rangers)                            | Erie Otters (OHL)                         |
| 9.  | Brent Krahn        | Kanada             | G        | Calgary Flames                                                        | Calgary Hitmen (WHL)                      |
| 10. | Michail Jakubow    | Russland           | C        | Chicago Blackhawks                                                    | Lada Toljatti II (Perwaja Liga)           |
| 11. | Pawel Worobjow     | Russland           | RW       | Chicago Blackhawks (von Vancouver Canucks)                            | Torpedo Jaroslawl (Superliga)             |
| 12. | Alexei Smirnow     | Russland           | LW       | Mighty Ducks of Anaheim                                               | Dynamo Moskau (Superliga)                 |
| 13. | Ron Hainsey        | Vereinigte Staaten | D        | Canadiens de Montréal                                                 | University of Massachusetts Lowell (NCAA) |
| 14. | Václav Nedorost    | Tschechien         | C        | Colorado Avalanche (von Carolina Hurricanes)                          | HC České Budějovice (tschech. Extraliga)  |
| 15. | Artjom Krjukow     | Russland           | C        | Buffalo Sabres                                                        | Torpedo Jaroslawl (Superliga)             |
| 16. | Marcel Hossa       | Slowakei           | LW       | Canadiens de Montréal                                                 | Portland Winter Hawks (WHL)               |
| 17. | Alexei Michnow     | Ukraine            | LW       | Edmonton Oilers                                                       | Torpedo Jaroslawl (Superliga)             |
| 18. | Brooks Orpik       | Vereinigte Staaten | D        | Pittsburgh Penguins                                                   | Boston College (NCAA)                     |
| 19. | Krys Kolanos       | Kanada             | C        | Phoenix Coyotes                                                       | Boston College (NCAA)                     |
| 20. | Alexander Frolow   | Russland           | LW       | Los Angeles Kings                                                     | Torpedo Jaroslawl (Superliga)             |
| 21. | Anton Woltschenkow | Russland           | D        | Ottawa Senators                                                       | Torpedo Jaroslawl II (Perwaja Liga)       |
| 22. | David Hale         | Vereinigte Staaten | D        | New Jersey Devils (von Colorado Avalanche)                            | Sioux City Musketeers (USHL)              |
| 23. | Nathan Smith       | Kanada             | C        | Vancouver Canucks (von Florida Panthers)                              | Swift Current Broncos (WHL)               |
| 24. | Brad Boyes         | Kanada             | RW       | Toronto Maple Leafs                                                   | Erie Otters (OHL)                         |
| 25. | Steve Ott          | Kanada             | C        | Dallas Stars                                                          | Windsor Spitfires (OHL)                   |
| 26. | Brian Sutherby     | Kanada             | C        | Washington Capitals                                                   | Moose Jaw Warriors (WHL)                  |
| 27. | Martin Samuelsson  | Schweden           | RW       | Boston Bruins (von New Jersey Devils via Colorado Avalanche)          | MODO Hockey U20 (J20 SuperElit)           |
| 28. | Justin Williams    | Kanada             | RW       | Philadelphia Flyers (von Philadelphia Flyers via Tampa Bay Lightning) | Plymouth Whalers (OHL)                    |
| 29. | Niklas Kronwall    | Schweden           | D        | Detroit Red Wings                                                     | Djurgårdens IF (Elitserien)               |
| 30. | Jeff Taffe         | Vereinigte Staaten | C        | St. Louis Blues                                                       | University of Minnesota (NCAA)            |

### Runde 2
| #   | Spieler               | Nationalität       | Position | NHL-Team                                                                | College-/Junioren-/Profi-Team           |
| --- | --------------------- | ------------------ | -------- | ----------------------------------------------------------------------- | --------------------------------------- |
| 31. | Ilja Nikulin          | Russland           | D        | Atlanta Thrashers                                                       | THK Twer (Wysschaja Liga)               |
| 32. | Tomáš Kůrka           | Tschechien         | LW       | Carolina Hurricanes (von Columbus Blue Jackets via Colorado Avalanche)  | Plymouth Whalers (OHL)                  |
| 33. | Nick Schultz          | Kanada             | D        | Minnesota Wild                                                          | Prince Albert Raiders (WHL)             |
| 34. | Ruslan Sainullin      | Russland           | RW       | Tampa Bay Lightning                                                     | Ak Bars Kasan (Superliga)               |
| 35. | Brad Winchester       | Vereinigte Staaten | LW       | Edmonton Oilers (von New York Islanders)                                | University of Wisconsin–Madison (NCAA)  |
| 36. | Daniel Widing         | Schweden           | RW       | Nashville Predators                                                     | Leksands IF (Elitserien)                |
| 37. | Andy Hilbert          | Vereinigte Staaten | C        | Boston Bruins                                                           | University of Michigan (NCAA)           |
| 38. | Tomáš Kopecký         | Slowakei           | RW       | Detroit Red Wings (von New York Rangers)                                | Dukla Trenčín (slowak. Extraliga)       |
| 39. | Teemu Laine           | Finnland           | RW       | New Jersey Devils (von New York Islanders Anm. 1 via Vancouver Canucks) | Jokerit Helsinki (SM-liiga)             |
| 40. | Kurtis Foster         | Kanada             | D        | Calgary Flames                                                          | Peterborough Petes (OHL)                |
| 41. | Tero Määttä           | Finnland           | D        | San Jose Sharks (von Chicago Blackhawks)                                | Jokerit Helsinki U20 (Nuorten SM-liiga) |
| 42. | Libor Ustrnul         | Tschechien         | D        | Atlanta Thrashers (von Vancouver Canucks)                               | Plymouth Whalers (OHL)                  |
| 43. | Matt Pettinger        | Kanada             | LW       | Washington Capitals (von Mighty Ducks of Anaheim via Calgary Flames)    | Calgary Hitmen (WHL)                    |
| 44. | Ilja Brysgalow        | Russland           | G        | Mighty Ducks of Anaheim (von Canadiens de Montréal)                     | Lada Toljatti (Superliga)               |
| 45. | Mathieu Chouinard     | Kanada             | G        | Ottawa Senators Anm. 2                                                  | Cataractes de Shawinigan (LHJMQ)        |
| 46. | Jarret Stoll          | Kanada             | C        | Calgary Flames (von Colorado Avalanche Anm. 3)                          | Kootenay Ice (WHL)                      |
| 47. | Jared Aulin           | Kanada             | C        | Colorado Avalanche (von Carolina Hurricanes)                            | Kamloops Blazers (WHL)                  |
| 48. | Gerard Dicaire        | Kanada             | D        | Buffalo Sabres                                                          | Seattle Thunderbirds (WHL)              |
| 49. | Jonas Nordquist       | Schweden           | C        | Chicago Blackhawks (von San Jose Sharks)                                | Leksands IF (Elitserien)                |
| 50. | Sergei Soin           | Russland           | C        | Colorado Avalanche Anm. 4                                               | Krylja Sowetow Moskau (Wysschaja Liga)  |
| 51. | Kris Vernarsky        | Vereinigte Staaten | C        | Toronto Maple Leafs (von Edmonton Oilers)                               | Plymouth Whalers (OHL)                  |
| 52. | Shane Endicott        | Kanada             | C        | Pittsburgh Penguins                                                     | Seattle Thunderbirds (WHL)              |
| 53. | Alexander Tatarinow   | Russland           | RW       | Phoenix Coyotes                                                         | Torpedo Jaroslawl II (Perwaja Liga)     |
| 54. | Andreas Lilja         | Schweden           | D        | Los Angeles Kings                                                       | Malmö IF (Elitserien)                   |
| 55. | Antoine Vermette      | Kanada             | C        | Ottawa Senators                                                         | Tigres de Victoriaville (LHJMQ)         |
| 56. | Alexander Suglobow    | Russland           | RW       | New Jersey Devils Anm. 5                                                | Torpedo Jaroslawl II (Perwaja Liga)     |
| 57. | Matt De Marchi        | Vereinigte Staaten | D        | New Jersey Devils (von Colorado Avalanche)                              | University of Minnesota (NCAA)          |
| 58. | Wladimir Saposchnikow | Russland           | D        | Florida Panthers                                                        | Kristall Saratow (Wysschaja Liga)       |
| 59. | Ivan Huml             | Tschechien         | LW       | Boston Bruins (von Toronto Maple Leafs)                                 | Langley Hornets (BCHL)                  |
| 60. | Dan Ellis             | Kanada             | G        | Dallas Stars                                                            | Omaha Lancers (USHL)                    |
| 61. | Jakub Čutta           | Tschechien         | D        | Washington Capitals                                                     | Swift Current Broncos (WHL)             |
| 62. | Paul Martin           | Vereinigte Staaten | D        | New Jersey Devils                                                       | Elk River High School (US High School)  |
| 63. | Agris Saviels         | Lettland           | D        | Colorado Avalanche (von Philadelphia Flyers via Carolina Hurricanes)    | Owen Sound Platers (OHL)                |
| 64. | Filip Novák           | Tschechien         | D        | New York Rangers (von Detroit Red Wings)                                | Regina Pats (WHL)                       |
| 65. | David Morisset        | Kanada             | RW       | St. Louis Blues                                                         | Seattle Thunderbirds (WHL)              |

### Runde 3
| #   | Spieler                | Nationalität       | Position | NHL-Team | College-/Junioren-/Profi-Team          |
| --- | ---------------------- | ------------------ | -------- | --- | -------------------------------------- |
| 66. | Tuukka Mäkelä          | Finnland           | D        | Boston Bruins Anm. 6 | HIFK Helsinki U20 (Nuorten SM-liiga)   |
| 67. | Maxim Birbrajer        | Israel             | LW       | New Jersey Devils (von Atlanta Thrashers via Vancouver Canucks)                                                            | Newmarket Hurricanes (OPJHL)           |
| 68. | Joel Lundqvist         | Schweden           | C        | Dallas Stars (von Minnesota Wild)                                                                                          | Västra Frölunda HC U20 (J20 SuperElit) |
| 69. | Ben Knopp              | Kanada             | RW       | Columbus Blue Jackets | Moose Jaw Warriors (WHL)               |
| 70. | Mikael Tellqvist       | Schweden           | G        | Toronto Maple Leafs (von Tampa Bay Lightning)                                                                              | Djurgårdens IF (Elitserien)            |
| 71. | Thatcher Bell          | Kanada             | C        | Vancouver Canucks (von New York Islanders)                                                                                 | Océanic de Rimouski (LHJMQ)            |
| 72. | Mattias Nilsson        | Schweden           | D        | Nashville Predators | MODO Hockey U20 (J20 SuperElit)        |
| 73. | Sergei Sinowjew        | Russland           | C        | Boston Bruins | Metallurg Nowokusnezk (Superliga)      |
| 74. | Igor Radulow           | Russland           | LW       | Chicago Blackhawks (von New York Rangers via Detroit Red Wings, New York Rangers, Tampa Bay Lightning und San Jose Sharks) | Torpedo Jaroslawl II (Perwaja Liga)    |
| 75. | Justin Papineau        | Kanada             | C        | St. Louis Blues (von Calgary Flames)                                                                                       | Belleville Bulls (OHL)                 |
| 76. | Michael Rupp           | Vereinigte Staaten | LW       | New Jersey Devils (von Chicago Blackhawks)                                                                                 | Erie Otters (OHL)                      |
| 77. | Robert Fried           | Vereinigte Staaten | RW       | Florida Panthers (von Vancouver Canucks)                                                                                   | Deerfield Academy (US High School)     |
| 78. | Jozef Balej            | Slowakei           | RW       | Canadiens de Montréal (von Mighty Ducks of Anaheim)                                                                        | Portland Winter Hawks (WHL)            |
| 79. | Tyler Hanchuck         | Kanada             | D        | Canadiens de Montréal | Brampton Battalion (OHL)               |
| 80. | Ryan Bayda             | Kanada             | LW       | Carolina Hurricanes | University of North Dakota (NCAA)      |
| 81. | Alexander Charitonow   | Russland           | RW       | Tampa Bay Lightning (von Buffalo Sabres)                                                                                   | Dynamo Moskau (Superliga)              |
| 82. | Sean O’Connor          | Kanada             | RW       | Florida Panthers (von San Jose Sharks)                                                                                     | Moose Jaw Warriors (WHL)               |
| 83. | Alexander Ljubimow     | Russland           | D        | Edmonton Oilers | Lada Toljatti (Superliga)              |
| 84. | Peter Hamerlík         | Slowakei           | G        | Pittsburgh Penguins | HK 36 Skalica (slowak. Extraliga)      |
| 85. | Ramzi Abid             | Kanada             | LW       | Phoenix Coyotes | Halifax Mooseheads (LHJMQ)             |
| 86. | Yanick Lehoux          | Kanada             | C        | Los Angeles Kings | Drakkar de Baie-Comeau (LHJMQ)         |
| 87. | Jan Boháč              | Tschechien         | C        | Ottawa Senators | Slavia Prag (tschech. Extraliga)       |
| 88. | Kurt Sauer             | Vereinigte Staaten | D        | Colorado Avalanche | Spokane Chiefs (WHL)                   |
| 89. | Libor Pivko            | Tschechien         | LW       | Nashville Predators (von Florida Panthers)                                                                                 | HC Havířov (tschech. Extraliga)        |
| 90. | Jean-François Racine   | Kanada             | G        | Toronto Maple Leafs | Voltigeurs de Drummondville (LHJMQ)    |
| 91. | Alexei Tereschtschenko | Russland           | C        | Dallas Stars | Dynamo Moskau (Superliga)              |
| 92. | Sergei Kljasmin        | Russland           | LW       | Colorado Avalanche (von Washington Capitals)                                                                               | THK Twer (Wysschaja Liga)              |
| 93. | Tim Branham            | Vereinigte Staaten | D        | Vancouver Canucks (von New Jersey Devils)                                                                                  | Barrie Colts (OHL)                     |
| 94. | Alexander Drosdezki    | Russland           | RW       | Philadelphia Flyers | SKA Sankt Petersburg (Superliga)       |
| 95. | Dominic Moore          | Kanada             | C        | New York Rangers (von Detroit Red Wings)                                                                                   | Harvard University (NCAA)              |
| 96. | Antoine Bergeron       | Kanada             | D        | St. Louis Blues | Foreurs de Val-d’Or (LHJMQ)            |

### Runde 4
| #    | Spieler             | Nationalität       | Position | NHL-Team                                                                                            | College-/Junioren-/Profi-Team           |
| ---- | ------------------- | ------------------ | -------- | --------------------------------------------------------------------------------------------------- | --------------------------------------- |
| 97.  | Niclas Wallin       | Schweden           | D        | Carolina Hurricanes (von Atlanta Thrashers)                                                         | Brynäs IF (Elitserien)                  |
| 98.  | Jonas Rönnqvist     | Schweden           | LW       | Mighty Ducks of Anaheim (von Columbus Blue Jackets via New York Islanders)                          | Luleå HF (Elitserien)                   |
| 99.  | Marc Cavosie        | Vereinigte Staaten | LW       | Minnesota Wild                                                                                      | Rensselaer Polytechnic Institute (NCAA) |
| 100. | Miguel Delisle      | Kanada             | RW       | Toronto Maple Leafs (von Tampa Bay Lightning)                                                       | Ottawa 67’s (OHL)                       |
| 101. | Arto Tukio          | Finnland           | D        | New York Islanders                                                                                  | Ilves Tampere (SM-liiga)                |
| 102. | Stefan Liv          | Schweden           | G        | Detroit Red Wings (von Nashville Predators)                                                         | HV71 (Elitserien)                       |
| 103. | Brett Nowak         | Vereinigte Staaten | C        | Boston Bruins                                                                                       | Harvard University (NCAA)               |
| 104. | Jon DiSalvatore     | Vereinigte Staaten | RW       | San Jose Sharks (von New York Rangers)                                                              | Providence College (NCAA)               |
| 105. | Wladimir Gorbunow   | Russland           | C        | New York Islanders (von Calgary Flames via Tampa Bay Lightning)                                     | ZSKA Moskau (Wysschaja Liga)            |
| 106. | Scotty Balan        | Kanada             | D        | Chicago Blackhawks                                                                                  | Regina Pats (WHL)                       |
| 107. | Carl Mallette       | Kanada             | C        | Atlanta Thrashers (von Vancouver Canucks)                                                           | Tigres de Victoriaville (LHJMQ)         |
| 108. | Blake Robson        | Kanada             | LW       | Atlanta Thrashers (von Mighty Ducks of Anaheim via Carolina Hurricanes)                             | Portland Winter Hawks (WHL)             |
| 109. | Johan Eneqvist      | Schweden           | LW       | Canadiens de Montréal                                                                               | Leksands IF U20 (J20 SuperElit)         |
| 110. | Jared Newman        | Vereinigte Staaten | D        | Carolina Hurricanes                                                                                 | Plymouth Whalers (OHL)                  |
| 111. | Ghyslain Rousseau   | Kanada             | G        | Buffalo Sabres                                                                                      | Baie-Comeau Drakkar (LHJMQ)             |
| 112. | Přemysl Duben       | Tschechien         | D        | New York Rangers (von San Jose Sharks)                                                              | Dukla Jihlava (tschech. 1. Liga)        |
| 113. | Lou Dickenson       | Kanada             | C        | Edmonton Oilers                                                                                     | Mississauga IceDogs (OHL)               |
| 114. | Christian Larrivée  | Kanada             | C        | Canadiens de Montréal (von Pittsburgh Penguins)                                                     | Saguenéens de Chicoutimi (LHJMQ)        |
| 115. | Chris Eade          | Kanada             | D        | Florida Panthers (von Phoenix Coyotes)                                                              | North Bay Centennials (OHL)             |
| 116. | Levente Szuper      | Ungarn             | G        | Calgary Flames (von Buffalo Sabres Anm. 7 via Washington Capitals)                                  | Ottawa 67’s (OHL)                       |
| 117. | Olli Malmivaara     | Finnland           | D        | Chicago Blackhawks (von Los Angeles Kings)                                                          | Jokerit Helsinki U20 (Nuorten SM-liiga) |
| 118. | Ľubomír Višňovský   | Slowakei           | D        | Los Angeles Kings (von Ottawa Senators)                                                             | Slovan Bratislava (slowak. Extraliga)   |
| 119. | Brian Fahey         | Vereinigte Staaten | D        | Colorado Avalanche                                                                                  | University of Wisconsin–Madison (NCAA)  |
| 120. | Davis Parley        | Kanada             | G        | Florida Panthers                                                                                    | Kamloops Blazers (WHL)                  |
| 121. | Ryan Van Buskirk    | Kanada             | D        | Washington Capitals (von Toronto Maple Leafs via Mighty Ducks of Anaheim und Chicago Blackhawks)    | Sarnia Sting (OHL)                      |
| 122. | Derrick Byfuglien   | Vereinigte Staaten | D        | Ottawa Senators Anm. 8                                                                              | Fargo-Moorhead Ice Sharks (USHL)        |
| 123. | Wadim Chomizki      | Russland           | D        | Dallas Stars                                                                                        | ZSKA Moskau (Wysschaja Liga)            |
| 124. | Michel Ouellet      | Kanada             | RW       | Pittsburgh Penguins (von Washington Capitals via Mighty Ducks of Anaheim und Canadiens de Montréal) | Océanic de Rimouski (LHJMQ)             |
| 125. | Phil Cole           | Kanada             | D        | New Jersey Devils                                                                                   | Lethbridge Hurricanes (WHL)             |
| 126. | Johan Hägglund      | Schweden           | C        | Tampa Bay Lightning (von Philadelphia Flyers)                                                       | MODO Hockey U20 (J20 SuperElit)         |
| 127. | Dmitri Semenow      | Russland           | RW       | Detroit Red Wings                                                                                   | THK Twer (Wysschaja Liga)               |
| 128. | Alexander Selujanow | Russland           | D        | Detroit Red Wings Anm. 9                                                                            | Salawat Julajew Ufa (Superliga)         |
| 129. | Troy Riddle         | Vereinigte Staaten | C        | St. Louis Blues                                                                                     | Des Moines Buccaneers (USHL)            |
| 130. | Aaron Van Leusen    | Kanada             | RW       | Detroit Red Wings Anm. 10                                                                           | Brampton Battalion (OHL)                |

### Runde 5
| #    | Spieler            | Nationalität       | Position | NHL-Team                                                                   | College-/Junioren-/Profi-Team         |
| ---- | ------------------ | ------------------ | -------- | -------------------------------------------------------------------------- | ------------------------------------- |
| 131. | Matt Hendricks     | Vereinigte Staaten | C        | Nashville Predators (von Atlanta Thrashers)                                | Blaine High School (US High School)   |
| 132. | Maxim Suschinski   | Russland           | RW       | Minnesota Wild                                                             | Awangard Omsk (Superliga)             |
| 133. | Petteri Nummelin   | Finnland           | D        | Columbus Blue Jackets                                                      | HC Davos (NLA)                        |
| 134. | Peter Podhradský   | Slowakei           | D        | Mighty Ducks of Anaheim (von Tampa Bay Lightning)                          | Slovan Bratislava (slowak. Extraliga) |
| 135. | Mike Jefferson     | Kanada             | C        | New Jersey Devils Anm. 11                                                  | Barrie Colts (OHL)                    |
| 136. | Dmitri Upper       | Kasachstan         | LW       | New York Islanders                                                         | Torpedo Nischni Nowgorod (Superliga)  |
| 137. | Mike Stuart        | Vereinigte Staaten | D        | Nashville Predators                                                        | Colorado College (NCAA)               |
| 138. | Scott Heffernan    | Kanada             | D        | Columbus Blue Jackets (von Boston Bruins)                                  | Sarnia Sting (OHL)                    |
| 139. | Ruslan Bernikow    | Russland           | RW       | Dallas Stars Anm. 12                                                       | Amur Chabarowsk (Superliga)           |
| 140. | Nathan Martz       | Kanada             | C        | New York Rangers                                                           | Chilliwack Chiefs (BCHL)              |
| 141. | Wade Davis         | Kanada             | D        | Calgary Flames                                                             | Calgary Hitmen (WHL)                  |
| 142. | Michal Pinc        | Tschechien         | C        | San Jose Sharks (von Chicago Blackhawks)                                   | Olympiques de Hull (LHJMQ)            |
| 143. | Brandon Snee       | Vereinigte Staaten | G        | New York Rangers (von San Jose Sharks Anm. 13)                             | Union College (NCAA)                  |
| 144. | Pawel Duma         | Kasachstan         | LW       | Vancouver Canucks                                                          | Ak Bars Kasan (Superliga)             |
| 145. | Ryan Glenn         | Kanada             | D        | Canadiens de Montréal (von Mighty Ducks of Anaheim)                        | Walpole Stars (EJHL)                  |
| 146. | David Kočí         | Tschechien         | D        | Pittsburgh Penguins (von Canadiens de Montréal)                            | Sparta Prag U20 (Tschechien U20)      |
| 147. | Matthew McRae      | Kanada             | C        | Atlanta Thrashers (von Carolina Hurricanes Anm. 14)                        | Cornell University (NCAA)             |
| 148. | Kristofer Ottosson | Schweden           | RW       | New York Islanders (von Carolina Hurricanes via Philadelphia Flyers)       | Djurgårdens IF (Elitserien)           |
| 149. | Denis Denissow     | Russland           | D        | Buffalo Sabres                                                             | ZSKA Moskau (Wysschaja Liga)          |
| 150. | Tyler Kolarik      | Vereinigte Staaten | C        | Columbus Blue Jackets (von San Jose Sharks via Buffalo Sabres)             | Deerfield Academy (US High School)    |
| 151. | Alexander Barkunow | Russland           | D        | Chicago Blackhawks (von Los Angeles Kings Anm. 15 via Washington Capitals) | Torpedo Jaroslawl II (Perwaja Liga)   |
| 152. | Paul Flache        | Kanada             | D        | Edmonton Oilers                                                            | Brampton Battalion (OHL)              |
| 153. | Bill Cass          | Vereinigte Staaten | D        | Mighty Ducks of Anaheim (von Pittsburgh Penguins)                          | Boston College (NCAA)                 |
| 154. | Matt Koalska       | Vereinigte Staaten | C        | Nashville Predators (von Phoenix Coyotes via Edmonton Oilers)              | Twin Cities Vulcans (USHL)            |
| 155. | Travis Moen        | Kanada             | LW       | Calgary Flames Anm. 16                                                     | Kelowna Rockets (WHL)                 |
| 156. | Greg Zanon         | Kanada             | D        | Ottawa Senators (von Los Angeles Kings)                                    | University of Nebraska Omaha (NCAA)   |
| 157. | Grant Potulny      | Vereinigte Staaten | C        | Ottawa Senators                                                            | Lincoln Stars (USHL)                  |
| 158. | Sean Connolly      | Vereinigte Staaten | D        | Ottawa Senators (von Los Angeles Kings Anm. 17)                            | Northern Michigan University (NCAA)   |
| 159. | John-Michael Liles | Vereinigte Staaten | D        | Colorado Avalanche                                                         | Michigan State University (NCAA)      |
| 160. | Nate Kiser         | Vereinigte Staaten | D        | Phoenix Coyotes (von Florida Panthers)                                     | Plymouth Whalers (OHL)                |
| 161. | Pawel Sedow        | Russland           | RW       | Tampa Bay Lightning (von Toronto Maple Leafs)                              | Chimik Woskressensk (Wysschaja Liga)  |
| 162. | Artjom Tschernow   | Russland           | C        | Dallas Stars                                                               | Metallurg Nowokusnezk (Superliga)     |
| 163. | Iwan Neprjajew     | Russland           | C        | Washington Capitals                                                        | Torpedo Jaroslawl II (Perwaja Liga)   |
| 164. | Matúš Kostúr       | Slowakei           | G        | New Jersey Devils                                                          | HKM Zvolen (slowak. Extraliga)        |
| 165. | Nathan Marsters    | Kanada             | G        | Los Angeles Kings (von Philadelphia Flyers)                                | Chilliwack Chiefs (BCHL)              |
| 166. | Nolan Schaefer     | Kanada             | G        | San Jose Sharks (von Detroit Red Wings)                                    | Providence College (NCAA)             |
| 167. | Craig Weller       | Kanada             | RW       | St. Louis Blues                                                            | Calgary Canucks (AJHL)                |

### Runde 6
| #    | Spieler          | Nationalität           | Position | NHL-Team                                                               | College-/Junioren-/Profi-Team                       |
| ---- | ---------------- | ---------------------- | -------- | ---------------------------------------------------------------------- | --------------------------------------------------- |
| 168. | Zdeněk Šmíd      | Tschechien             | G        | Atlanta Thrashers                                                      | HC Karlovy Vary (tschech. Extraliga)                |
| 169. | Shane Bendera    | Kanada                 | G        | Columbus Blue Jackets                                                  | Red Deer Rebels (WHL)                               |
| 170. | Erik Reitz       | Vereinigte Staaten     | D        | Minnesota Wild                                                         | Barrie Colts (OHL)                                  |
| 171. | Roman Čechmánek  | Tschechien             | G        | Philadelphia Flyers (von Tampa Bay Lightning)                          | HC Vsetín (tschech. Extraliga)                      |
| 172. | Scott Selig      | Vereinigte Staaten     | C        | Canadiens de Montréal (von New York Islanders via Philadelphia Flyers) | Thayer Academy (US High School)                     |
| 173. | Tomáš Harant     | Slowakei               | D        | Nashville Predators                                                    | MsHK Zilina (slowak. 1. Liga)                       |
| 174. | Jarno Kultanen   | Finnland               | D        | Boston Bruins                                                          | HIFK Helsinki (SM-liiga)                            |
| 175. | Sven Helfenstein | Schweiz                | LW       | New York Rangers                                                       | EHC Kloten (NLA)                                    |
| 176. | Jukka Hentunen   | Finnland               | RW       | Calgary Flames                                                         | HPK Hämeenlinna (SM-liiga)                          |
| 177. | Mike Ayers       | Vereinigte Staaten     | G        | Chicago Blackhawks                                                     | Dubuque Fighting Saints (USHL)                      |
| 178. | Jeff Dwyer       | Vereinigte Staaten     | D        | Atlanta Thrashers (von Vancouer Canucks via Philadelphia Flyers)       | Choate Rosemary Hall (US High School)               |
| 179. | Wadim Sozinow    | Kasachstan             | LW       | Toronto Maple Leafs                                                    | Kristall Saratow (Wysschaja Liga)                   |
| 180. | Darcy Hordichuk  | Kanada                 | LW       | Atlanta Thrashers (von Canadiens de Montréal)                          | Saskatoon Blades (WHL)                              |
| 181. | J. D. Forrest    | Vereinigte Staaten     | D        | Carolina Hurricanes                                                    | USA Hockey National Team Development Program (USHL) |
| 182. | Petr Chvojka     | Tschechien             | D        | Canadiens de Montréal (von Buffalo Sabres)                             | HC Plzeň (tschech. Extraliga)                       |
| 183. | Michal Macho     | Slowakei               | RW       | San Jose Sharks                                                        | MHC Martin (slowak. 1. Liga)                        |
| 184. | Shaun Norrie     | Kanada                 | RW       | Edmonton Oilers                                                        | Calgary Hitmen (WHL)                                |
| 185. | Patrick Foley    | Vereinigte Staaten     | LW       | Pittsburgh Penguins                                                    | University of New Hampshire (NCAA)                  |
| 186. | Brent Gauvreau   | Kanada                 | C        | Phoenix Coyotes                                                        | Oshawa Generals (OHL)                               |
| 187. | Pär Bäcker       | Schweden               | C        | Detroit Red Wings (von Los Angeles Kings)                              | Grums IK (Allsvenskan)                              |
| 188. | Jason Maleyko    | Kanada                 | D        | Ottawa Senators                                                        | Brampton Battalion (OHL)                            |
| 189. | Chris Bahen      | Kanada                 | D        | Colorado Avalanche                                                     | Clarkson University (NCAA)                          |
| 190. | Josh Olson       | Vereinigte Staaten     | LW       | Florida Panthers                                                       | Omaha Lancers (USHL)                                |
| 191. | Aaron Gionet     | Kanada                 | D        | Tampa Bay Lightning (von Toronto Maple Leafs)                          | Kamloops Blazers (WHL)                              |
| 192. | Ladislav Vlček   | Tschechien             | RW       | Dallas Stars                                                           | HC Kladno (tschech. Extraliga)                      |
| 193. | Joey Martin      | Vereinigte Staaten     | D        | Chicago Blackhawks (von Washington Capitals)                           | Omaha Lancers (USHL)                                |
| 194. | Deryk Engelland  | Kanada                 | D        | New Jersey Devils                                                      | Moose Jaw Warriors (WHL)                            |
| 195. | Colin Shields    | Vereinigtes Konigreich | RW       | Philadelphia Flyers                                                    | Cleveland Barons (NAHL)                             |
| 196. | Paul Ballantyne  | Kanada                 | D        | Detroit Red Wings                                                      | Sault Ste. Marie Greyhounds (OHL)                   |
| 197. | Zbyněk Irgl      | Tschechien             | LW       | Nashville Predators (von St. Louis Blues)                              | HC Vítkovice (tschech. Extraliga)                   |

### Runde 7
| #    | Spieler             | Nationalität       | Position | NHL-Team                                                                | College-/Junioren-/Profi-Team            |
| ---- | ------------------- | ------------------ | -------- | ----------------------------------------------------------------------- | ---------------------------------------- |
| 198. | Ken Magowan         | Kanada             | LW       | New Jersey Devils (von Atlanta Thrashers)                               | Vernon Vipers (BCHL)                     |
| 199. | Brian Passmore      | Kanada             | C        | Minnesota Wild                                                          | Oshawa Generals (OHL)                    |
| 200. | Janne Jokila        | Finnland           | LW       | Columbus Blue Jackets                                                   | TPS Turku U20 (Nuorten SM-liiga)         |
| 201. | Jewgeni Fjodorow    | Russland           | C        | Los Angeles Kings (von Tampa Bay Lightning via Washington Capitals)     | Molot-Prikamje Perm (Superliga)          |
| 202. | Ryan Caldwell       | Kanada             | D        | New York Islanders (von New York Islanders via Tampa Bay Lightning)     | Thunder Bay Flyers (USHL)                |
| 203. | Jure Penko          | Slowenien          | G        | Nashville Predators                                                     | Green Bay Gamblers (USHL)                |
| 204. | Chris Berti         | Kanada             | C        | Boston Bruins                                                           | Sarnia Sting (OHL)                       |
| 205. | Henrik Lundqvist    | Schweden           | G        | New York Rangers                                                        | Västra Frölunda HC U20 (J20 SuperElit)   |
| 206. | Tim Eriksson        | Schweden           | C        | Los Angeles Kings (von Calgary Flames via Washington Capitals)          | Västra Frölunda HC U20 (J20 SuperElit)   |
| 207. | Cliff Loya          | Vereinigte Staaten | D        | Chicago Blackhawks                                                      | University of Maine (NCAA)               |
| 208. | Brandon Reid        | Kanada             | C        | Vancouver Canucks                                                       | Halifax Mooseheads (LHJMQ)               |
| 209. | Markus Seikola      | Finnland           | D        | Toronto Maple Leafs (von Mighty Ducks of Anaheim)                       | TPS Turku U20 (Nuorten SM-liiga)         |
| 210. | John Eichelberger   | Vereinigte Staaten | C        | Philadelphia Flyers (von Canadiens de Montréal via Tampa Bay Lightning) | Green Bay Gamblers (USHL)                |
| 211. | Joe Cullen          | Vereinigte Staaten | C        | Edmonton Oilers Anm. 18                                                 | Colorado College (NCAA)                  |
| 212. | Magnus Kahnberg     | Schweden           | RW       | Carolina Hurricanes                                                     | Västra Frölunda HC (Elitserien)          |
| 213. | Wassili Bisjajew    | Russland           | RW       | Buffalo Sabres                                                          | ZSKA Moskau (Wysschaja Liga)             |
| 214. | Peter Bartoš        | Slowakei           | C        | Minnesota Wild (von San Jose Sharks)                                    | HC České Budějovice (tschech. Extraliga) |
| 215. | Matthew Lombardi    | Kanada             | C        | Edmonton Oilers                                                         | Tigres de Victoriaville (LHJMQ)          |
| 216. | Jim Abbott          | Vereinigte Staaten | LW       | Pittsburgh Penguins                                                     | University of New Hampshire (NCAA)       |
| 217. | Igor Samoilow       | Russland           | D        | Phoenix Coyotes                                                         | Torpedo Jaroslawl II (Perwaja Liga)      |
| 218. | Craig Olynick       | Kanada             | D        | Los Angeles Kings                                                       | Seattle Thunderbirds (WHL)               |
| 219. | Marco Tuokko        | Finnland           | LW       | Dallas Stars Anm. 19                                                    | TPS Turku (SM-liiga)                     |
| 220. | Paul Gaustad        | Vereinigte Staaten | C        | Buffalo Sabres (von Ottawa Senators via Tampa Bay Lightning)            | Portland Winter Hawks (WHL)              |
| 221. | Aaron Molnar        | Kanada             | G        | Colorado Avalanche                                                      | London Knights (OHL)                     |
| 222. | Marek Priechodský   | Slowakei           | D        | Tampa Bay Lightning (von Florida Panthers)                              | Slovan Bratislava (slowak. Extraliga)    |
| 223. | Ľuboš Velebný       | Slowakei           | D        | Toronto Maple Leafs                                                     | HKM Zvolen (slowak. Extraliga)           |
| 224. | Antti Miettinen     | Finnland           | RW       | Dallas Stars                                                            | HPK Hämeenlinna (SM-liiga)               |
| 225. | Wladislaw Lutschkin | Russland           | C        | Chicago Blackhawks (von Washington Capitals)                            | Sewerstal Tscherepowez II (Perwaja Liga) |
| 226. | Brian Eklund        | Vereinigte Staaten | G        | Tampa Bay Lightning (von New Jersey Devils)                             | Brown University (NCAA)                  |
| 227. | Guillaume Lefebvre  | Kanada             | LW       | Philadelphia Flyers                                                     | Huskies de Rouyn-Noranda (LHJMQ)         |
| 228. | Jimmie Svensson     | Schweden           | LW       | Detroit Red Wings                                                       | Västerås IK U20 (J20 SuperElit)          |
| 229. | Brett Lutes         | Kanada             | LW       | St. Louis Blues                                                         | Rocket de Montréal (LHJMQ)               |

### Runde 8
| #    | Spieler             | Nationalität       | Position | NHL-Team                                        | College-/Junioren-/Profi-Team                       |
| ---- | ------------------- | ------------------ | -------- | ----------------------------------------------- | --------------------------------------------------- |
| 230. | Samu Isosalo        | Finnland           | C        | Atlanta Thrashers                               | North Bay Centennials (OHL)                         |
| 231. | Peter Zingoni       | Vereinigte Staaten | C        | Columbus Blue Jackets                           | New England Jr. Coyotes (EJHL)                      |
| 232. | Ľubomír Sekeráš     | Slowakei           | D        | Minnesota Wild                                  | HC Oceláři Třinec (tschech. Extraliga)              |
| 233. | Alexander Polukejew | Russland           | G        | Tampa Bay Lightning                             | SKA Sankt Petersburg II (Perwaja Liga)              |
| 234. | Jānis Sprukts       | Lettland           | C        | Florida Panthers (von New York Islanders)       | Lukko Rauma U20 (Nuorten SM-liiga)                  |
| 235. | Craig Kowalski      | Vereinigte Staaten | G        | Carolina Hurricanes Anm. 20                     | Detroit Compuware Ambassadors (NAHL)                |
| 236. | Mats Christeen      | Schweden           | D        | Nashville Predators                             | Södertälje SK U20 (J20 SuperElit)                   |
| 237. | Zdeněk Kutlák       | Tschechien         | D        | Boston Bruins                                   | HC České Budějovice (tschech. Extraliga)            |
| 238. | Dan Eberly          | Vereinigte Staaten | D        | New York Rangers                                | Rensselaer Polytechnic Institute (NCAA)             |
| 239. | David Háje          | Tschechien         | D        | Calgary Flames                                  | KLH Chomutov (tschech. 1. Liga)                     |
| 240. | Adam Berkhoel       | Vereinigte Staaten | G        | Chicago Blackhawks                              | Twin Cities Vulcans (USHL)                          |
| 241. | Nathan Barrett      | Kanada             | C        | Vancouver Canucks                               | Lethbridge Hurricanes (WHL)                         |
| 242. | Evan Nielsen        | Vereinigte Staaten | D        | Atlanta Thrashers (von Mighty Ducks of Anaheim) | University of Notre Dame (NCAA)                     |
| 243. | Joni Puurula        | Finnland           | G        | Canadiens de Montréal                           | Hermes Kokkola (I-divisioona)                       |
| 244. | Eric Bowen          | Vereinigte Staaten | RW       | Atlanta Thrashers (von Carolina Hurricanes)     | Portland Winter Hawks (WHL)                         |
| 245. | Dan Welch           | Vereinigte Staaten | RW       | Los Angeles Kings (von Buffalo Sabres)          | University of Minnesota (NCAA)                      |
| 246. | Chad Wiseman        | Kanada             | LW       | San Jose Sharks                                 | Mississauga IceDogs (OHL)                           |
| 247. | Jason Platt         | Vereinigte Staaten | D        | Edmonton Oilers                                 | Omaha Lancers (USHL)                                |
| 248. | Steven Crampton     | Kanada             | LW       | Pittsburgh Penguins                             | Moose Jaw Warriors (WHL)                            |
| 249. | Sami Venäläinen     | Finnland           | RW       | Phoenix Coyotes                                 | Tappara Tampere U20 (Nuorten SM-liiga)              |
| 250. | Flavien Conne       | Schweiz            | C        | Los Angeles Kings                               | Fribourg-Gottéron (NLA)                             |
| 251. | Todd Jackson        | Vereinigte Staaten | LW       | Detroit Red Wings (von Ottawa Senators)         | USA Hockey National Team Development Program (USHL) |
| 252. | Darryl Bootland     | Kanada             | RW       | Colorado Avalanche                              | Toronto St. Michael’s Majors (OHL)                  |
| 253. | Matthew Sommerfeld  | Kanada             | LW       | Florida Panthers                                | Swift Current Broncos (WHL)                         |
| 254. | Alexander Schinkar  | Russland           | RW       | Toronto Maple Leafs                             | Sewerstal Tscherepowez (Superliga)                  |
| 255. | Eric Johansson      | Kanada             | C        | Minnesota Wild (von Dallas Stars)               | Tri-City Americans (WHL)                            |
| 256. | Pasi Saarinen       | Finnland           | D        | San Jose Sharks (von Washington Capitals)       | Ilves Tampere (SM-liiga)                            |
| 257. | Warren McCutcheon   | Kanada             | C        | New Jersey Devils                               | Lethbridge Hurricanes (WHL)                         |
| 258. | Sean McMorrow       | Kanada             | RW       | Buffalo Sabres (von Calgary Flames Anm. 21)     | Kitchener Rangers (OHL)                             |
| 259. | Regan Kelly         | Kanada             | D        | Philadelphia Flyers                             | Nipawin Hawks (SJHL)                                |
| 260. | Jewgeni Bumagin     | Russland           | RW       | Detroit Red Wings                               | Lada Toljatti II (Perwaja Liga)                     |
| 261. | Reinhard Divis      | Osterreich         | G        | St. Louis Blues                                 | Leksands IF (Elitserien)                            |

### Runde 9
| #    | Spieler            | Nationalität       | Position | NHL-Team                                                              | College-/Junioren-/Profi-Team        |
| ---- | ------------------ | ------------------ | -------- | --------------------------------------------------------------------- | ------------------------------------ |
| 262. | Peter Flache       | Kanada             | C        | Chicago Blackhawks (von Atlanta Thrashers)                            | Guelph Storm (OHL)                   |
| 263. | Thomas Ziegler     | Schweiz            | C        | Tampa Bay Lightning (von Minnesota Wild via New Jersey Devils)        | HC Ambrì-Piotta (NLA)                |
| 264. | Dmitri Altarjow    | Russland           | LW       | New York Islanders (von Columbus Blue Jackets)                        | Disel Pensa (Wysschaja Liga)         |
| 265. | Jean-Philippe Côté | Kanada             | D        | Toronto Maple Leafs (von Tampa Bay Lightning)                         | Cape Breton Screaming Eagles (LHJMQ) |
| 266. | Sean Kotary        | Vereinigte Staaten | C        | Colorado Avalanche (von New York Islanders)                           | Northwood Prep High (US High School) |
| 267. | Tomi Pettinen      | Finnland           | D        | New York Islanders (von Nashville Predators)                          | Ilves Tampere (SM-liiga)             |
| 268. | Pavel Kolařík      | Tschechien         | D        | Boston Bruins                                                         | Slavia Prag (tschech. Extraliga)     |
| 269. | Martin Richter     | Tschechien         | D        | New York Rangers                                                      | SaiPa (SM-liiga)                     |
| 270. | Micki DuPont       | Kanada             | D        | Calgary Flames                                                        | Kamloops Blazers (WHL)               |
| 271. | Reto Von Arx       | Schweiz            | LW       | Chicago Blackhawks                                                    | HC Davos (NLA)                       |
| 272. | Tim Smith          | Kanada             | C        | Vancouver Canucks                                                     | Spokane Chiefs (WHL)                 |
| 273. | Roman Šimíček      | Tschechien         | C        | Pittsburgh Penguins (von Mighty Ducks of Anaheim)                     | HPK Hämeenlinna (SM-liiga)           |
| 274. | Jewgeni Muratow    | Russland           | RW       | Edmonton Oilers Anm. 22                                               | Ak Bars Kasan (Superliga)            |
| 275. | Jonathan Gauthier  | Kanada             | D        | Canadiens de Montréal                                                 | Huskies de Rouyn-Noranda (LHJMQ)     |
| 276. | Troy Ferguson      | Kanada             | RW       | Carolina Hurricanes                                                   | Michigan State University (NCAA)     |
| 277. | Ryan Courtney      | Kanada             | C        | Buffalo Sabres                                                        | Windsor Spitfires (OHL)              |
| 278. | Martin Paroulek    | Tschechien         | LW       | Columbus Blue Jackets (von San Jose Sharks)                           | HC Vsetín (tschech. Extraliga)       |
| 279. | Andreas Lindström  | Schweden           | LW       | Boston Bruins (von Edmonton Oilers)                                   | Luleå HF U18 (J18 Allsvenskan)       |
| 280. | Nick Boucher       | Kanada             | G        | Pittsburgh Penguins                                                   | Dartmouth College (NCAA)             |
| 281. | Peter Fabuš        | Slowakei           | C        | Phoenix Coyotes                                                       | Dukla Trenčín (slowak. Extraliga)    |
| 282. | Carl Grahn         | Finnland           | G        | Los Angeles Kings                                                     | KalPa U20 (Nuorten SM-liiga)         |
| 283. | James DeMone       | Kanada             | D        | Ottawa Senators                                                       | Portland Winter Hawks (WHL)          |
| 284. | Martin Höhener     | Schweiz            | D        | Nashville Predators Anm. 23                                           | EHC Kloten (NLA)                     |
| 285. | Blake Ward         | Kanada             | G        | Colorado Avalanche                                                    | Tri-City Americans (WHL)             |
| 286. | Andrej Nedorost    | Slowakei           | C        | Columbus Blue Jackets (von Florida Panthers)                          | Moskitos Essen (DEL)                 |
| 287. | Milan Kopecký      | Tschechien         | C        | Philadelphia Flyers (von Toronto Maple Leafs via Tampa Bay Lightning) | Slavia Prag (tschech. Extraliga)     |
| 288. | Mark McRae         | Kanada             | D        | Atlanta Thrashers (von Dallas Stars)                                  | Cornell University (NCAA)            |
| 289. | Björn Nord         | Schweden           | D        | Washington Capitals (von Washington Capitals via Calgary Flames)      | Djurgårdens IF (Elitserien)          |
| 290. | Simon Gamache      | Kanada             | LW       | Atlanta Thrashers (von New Jersey Devils)                             | Foreurs de Val-d’Or (LHJMQ)          |
| 291. | Arne Ramholt       | Schweiz            | D        | Chicago Blackhawks (von Philadelphia Flyers)                          | EHC Kloten (NLA)                     |
| 292. | Louis Mandeville   | Kanada             | D        | Columbus Blue Jackets (von Detroit Red Wings)                         | Huskies de Rouyn-Noranda (LHJMQ)     |
| 293. | Lauri Kinos        | Finnland           | D        | St. Louis Blues                                                       | Rocket de Montréal (LHJMQ)           |

## Statistik
| Rang | Nationalität           | Anzahl |
| ---- | ---------------------- | ------ |
|      | Nordamerika            | 153    |
| 1.   | Kanada                 | 98     |
| 2.   | Vereinigte Staaten     | 55     |
|      | Europa                 | 140    |
| 3.   | Russland               | 41     |
| 4.   | Tschechien             | 24     |
| 5.   | Schweden               | 23     |
| 6.   | Finnland               | 19     |
| 7.   | Slowakei               | 16     |
| 8.   | Schweiz                | 6      |
| 9.   | Kasachstan             | 3      |
| 10.  | Lettland               | 2      |
| 11.  | Vereinigtes Königreich | 1      |
| 11.  | Israel                 | 1      |
| 11.  | Österreich             | 1      |
| 11.  | Slowenien              | 1      |
| 11.  | Ukraine                | 1      |
| 11.  | Ungarn                 | 1      |

| Rang | Position             | Anzahl |
| ---- | -------------------- | ------ |
| 1.   | Verteidiger          | 97     |
| 2.   | Center               | 71     |
| 3.   | linke Flügelstürmer  | 47     |
| 4.   | rechte Flügelstürmer | 46     |
| 5.   | Torhüter             | 32     |

| Rang                                | Liga                                              | Anzahl |
| ----------------------------------- | ------------------------------------------------- | ------ |
| 1.                                  | Western Hockey League (WHL)                       | 41     |
| 2.                                  | Ontario Hockey League (OHL)                       | 39     |
| 3.                                  | National Collegiate Athletic Association (NCAA)   | 35     |
| 4.                                  | Ligue de hockey junior majeur du Québec (LHJMQ)   | 21     |
| 4.                                  | Superliga                                         | 21     |
| 6.                                  | United States Hockey League (USHL)                | 16     |
| 7.                                  | Tschechische Extraliga                            | 14     |
| 8.                                  | Elitserien                                        | 13     |
| 9.                                  | Wysschaja Liga                                    | 12     |
| 10.                                 | Perwaja Liga                                      | 11     |
| 11.                                 | SM-liiga                                          | 10     |
| 12.                                 | J20 SuperElit                                     | 9      |
| 12.                                 | Slowakische Extraliga                             | 9      |
| 14.                                 | Nuorten SM-liiga                                  | 8      |
| 15.                                 | Nationalliga A (NLA)                              | 7      |
| US High School                      | 7                                                 |        |
| 17.                                 | British Columbia Hockey League (BCHL)             | 4      |
| 18.                                 | Eastern Junior Hockey League (EJHL)               | 2      |
| North American Hockey League (NAHL) | 2                                                 |        |
| Slowakische 1. Liga                 | 2                                                 |        |
| Tschechische 1. Liga                | 2                                                 |        |
| 22.                                 | I-divisioona                                      | 1      |
| 22.                                 | Alberta Junior Hockey League (AJHL)               | 1      |
| 22.                                 | Deutsche Eishockey Liga (DEL)                     | 1      |
| 22.                                 | J18 Allsvenskan                                   | 1      |
| 22.                                 | Ontario Provincial Junior A Hockey League (OPJHL) | 1      |
| 22.                                 | Saskatchewan Junior Hockey League (SJHL)          | 1      |
| 22.                                 | Tschechien U20                                    | 1      |
| 22.                                 | Western Ontario Junior Hockey League (WOJHL)      | 1      |

## Rückblick

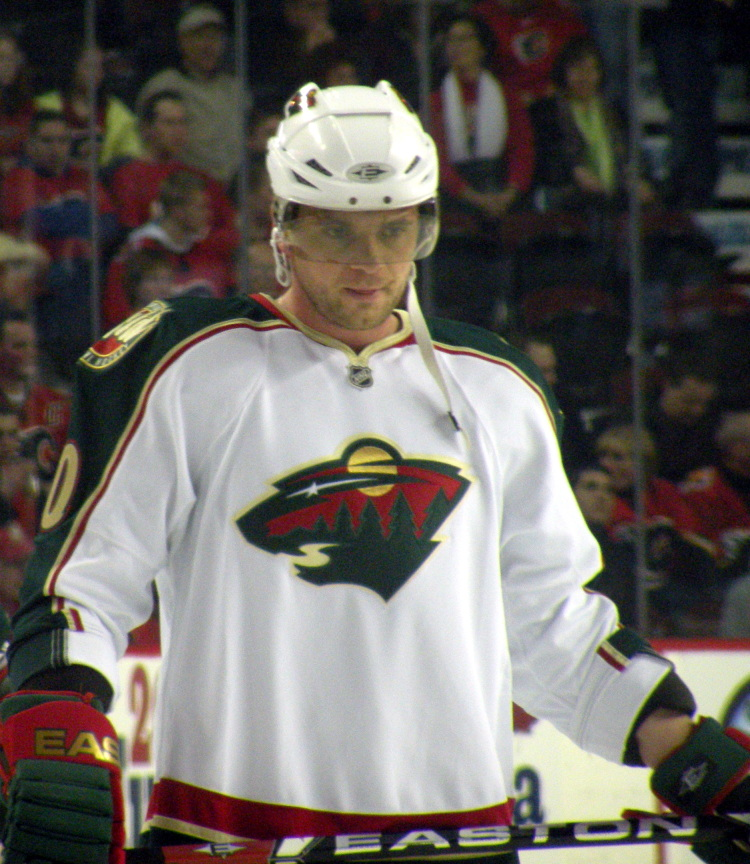
Marián Gáborík, bester Scorer dieses Jahrgangs

Alle Spieler dieses Jahrgangs haben ihre NHL-Karrieren beendet. Die Tabellen zeigen die jeweils fünf besten Akteure in den Kategorien Spiele, Tore, Vorlagen und Scorerpunkte sowie die fünf Torhüter mit den meisten Siegen in der NHL. Darüber hinaus haben 118 der 293 gewählten Spieler (ca. 40 %) mindestens eine NHL-Partie bestritten.
Fett: Bestwert
| Pick | Spieler           | Position | Spiele | Tore | Assists | Punkte |
| ---- | ----------------- | -------- | ------ | ---- | ------- | ------ |
| 3.   | Marián Gáborík    | RW       | 1035   | 407  | 408     | 815    |
| 28.  | Justin Williams   | RW       | 1264   | 320  | 477     | 797    |
| 2.   | Dany Heatley      | LW       | 869    | 372  | 419     | 791    |
| 6.   | Scott Hartnell    | LW       | 1249   | 327  | 380     | 707    |
| 55.  | Antoine Vermette  | C        | 1046   | 228  | 287     | 515    |
| 118. | Ľubomír Višňovský | D        | 883    | 128  | 367     | 495    |
| 13.  | Ron Hainsey       | D        | 1132   | 59   | 252     | 311    |
| 33.  | Nick Schultz      | D        | 1069   | 30   | 145     | 175    |

| Pick | Spieler          | Spiele | Siege |
| ---- | ---------------- | ------ | ----- |
| 205. | Henrik Lundqvist | 887    | 459   |
| 44.  | Ilja Brysgalow   | 465    | 221   |
| 1.   | Rick DiPietro    | 318    | 130   |
| 171. | Roman Čechmánek  | 212    | 110   |
| 60.  | Dan Ellis        | 212    | 87    |